# Nagy-Britannia a 2012. évi nyári olimpiai játékokon

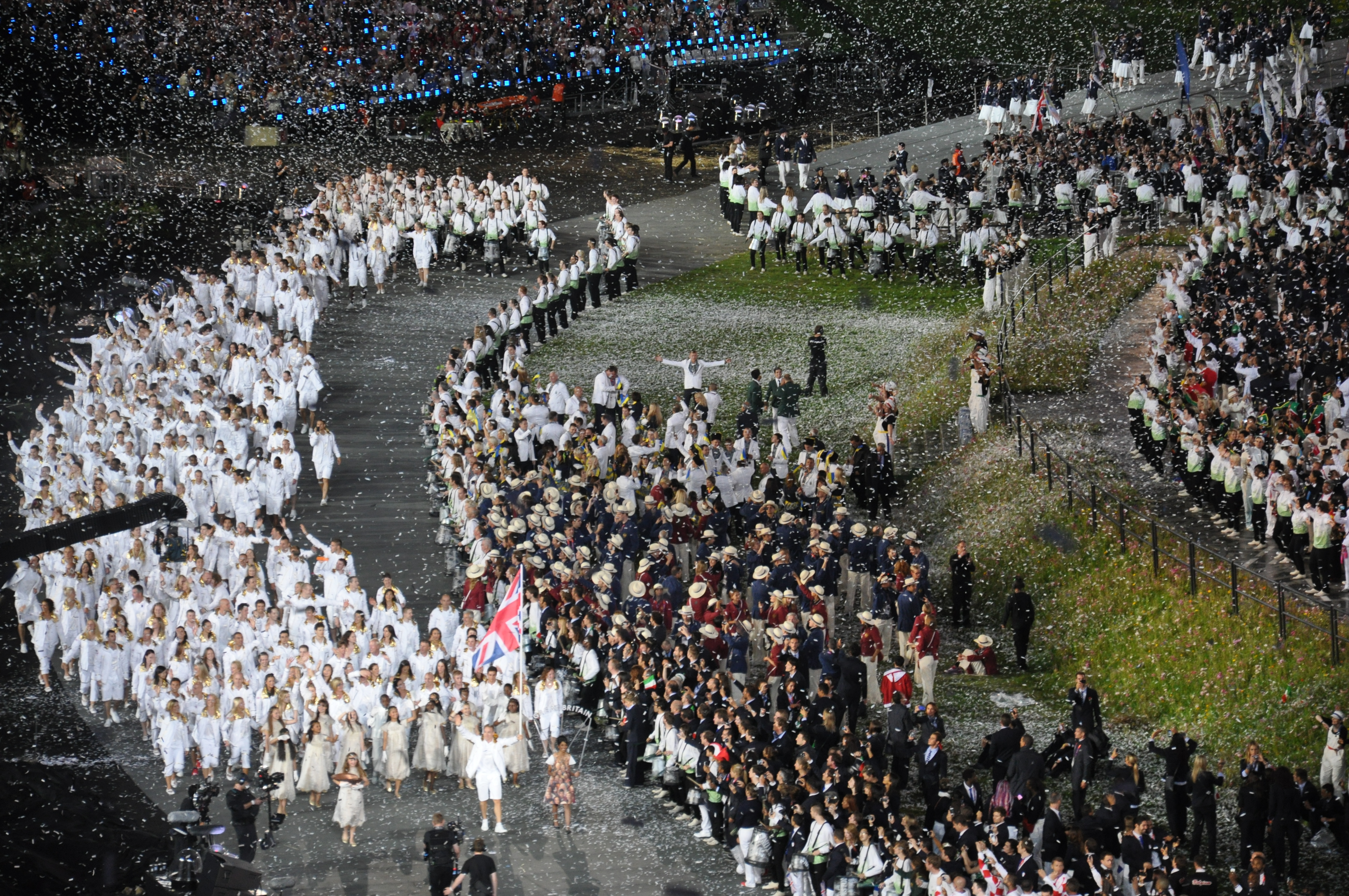
Nagy-Britannia olimpiai küldöttsége a megnyitón

Nagy-Britannia a Londonban megrendezett 2012. évi nyári olimpiai játékok házigazda nemzeteként vett részt a versenyeken. Az országot az olimpián 29 sportágban 556 sportoló képviselte, akik összesen 65 érmet szereztek.
London lett az első város, mely háromszor rendezhetett olimpiát. Az előző játékokat 1908-ban és 1948-ban rendezték meg.
A NOB annak ellenére hívja a csapatot Nagy-Britanniának, hogy abban Észak-Írország, a Brit koronafüggőségek és három kivételével az összes brit tengerentúli terület képviselteti magát. Rendező országként automatikusan kapott kvalifikációs helyeket, és mind a 32 sportágban rajthoz álltak a versenyzői.

## A csapat
Annak ellenére, hogy a csapatban az Egyesült Királyság szinte minden része képviselteti magát, a NOB 1908 óta használt kódrendszere szerint ma is Nagy-Britanniának hívják, és GBR-rel rövidítik. Ez alapján a csapatot angol nyelvterületen gyakran Team GB-nek nevezik Az észak-írországi kormány uniosta irányzata ellenzi ezt a nevet, mert azt a benyomást kelti, mintha Észak-Írország nem képviseltetné magát a csapatban. A mostani név helyett az Egyesült Királyság csapata (Team UK) elnevezés bevezetését szorgalmazzák. Ezen felül bár három tengerentúli terület (Kajmán-szigetek, a Brit Virgin-szigetek és Bermuda külön csapattal indul, a többi terület és a koronafüggőségek (Man-sziget, Guernsey és Jersey) szintén a brit csapat részeként szerepel.
A csapat egyenruháját Stella McCartney tervezte. A rengeteg, az olimpiai bizottság logóját megjelenítő tárgy mellett meg lehet vásárolni a csapat kabalaállatát, Pride-ot is.

## Érmesek
| Érem  | Versenyző | Sportág       | Versenyszám                                |
| ----- | --- | ------------- | ------------------------------------------ |
| Arany | Mo Farah | Atlétika      | Férfi 5000 m                               |
| Arany | Mo Farah | Atlétika      | Férfi 10 000 m                             |
| Arany | Greg Rutherford | Atlétika      | Férfi távolugrás                           |
| Arany | Jessica Ennis | Atlétika      | Női hétpróba                               |
| Arany | Alex Gregory Tom James Pete Reed Andrew Triggs-Hodge | Evezés        | Férfi kormányos nélküli négyes             |
| Arany | Anna Bebington Katherine Grainger | Evezés        | Női kétpárevezős                           |
| Arany | Helen Glover Heather Stanning | Evezés        | Női könnyűsúlyú kétpárevezős               |
| Arany | Katherine Copeland Sophie Hosking | Evezés        | Női könnyűsúlyú kétpárevezős               |
| Arany | Ed McKeever | Kajak-kenu    | Férfi kajak egyes 200 m                    |
| Arany | Tim Baillie Etienne Stott | Kajak-kenu    | Férfi szlalom kenu kettes                  |
| Arany | Bradley Wiggins | Kerékpározás  | Férfi egyéni időfutam                      |
| Arany | Jason Kenny | Kerékpározás  | Férfi egyéni sprint                        |
| Arany | Chris Hoy | Kerékpározás  | Férfi keirin                               |
| Arany | Philip Hindes Chris Hoy Jason Kenny | Kerékpározás  | Férfi csapatsprint                         |
| Arany | Ed Clancy Geraint Thomas Steven Burke Peter Kennaugh | Kerékpározás  | Férfi csapat üldözőverseny                 |
| Arany | Vicki Pendleton | Kerékpározás  | Női keirin                                 |
| Arany | Dani King Laura Trott Joanna Rowsell | Kerékpározás  | Női csapat üldözőverseny                   |
| Arany | Laura Trott | Kerékpározás  | Női omnium                                 |
| Arany | Charlotte Dujardin | Lovaglás      | Díjlovaglás, egyéni                        |
| Arany | Carl Hester Laura Bechtolsheimer Charlotte Dujardin | Lovaglás      | Díjlovaglás, csapat                        |
| Arany | Nick Skelton Ben Maher Scott Brash Peter Charles | Lovaglás      | Díjugratás, csapat                         |
| Arany | Luke Campbell | Ökölvívás     | Férfi harmatsúly                           |
| Arany | Anthony Joshua | Ökölvívás     | Férfi szupernehézsúly                      |
| Arany | Nicola Adams | Ökölvívás     | Női légsúlyú                               |
| Arany | Peter Wilson | Sportlövészet | Férfi dupla trap                           |
| Arany | Jade Jones | Taekwondo     | Női pehelysúly                             |
| Arany | Andy Murray | Tenisz        | Férfi egyes                                |
| Arany | Alistair Brownlee | Triatlon      | Férfi                                      |
| Arany | Ben Ainslie | Vitorlázás    | Férfi finn dingi                           |
| Ezüst | Christine Ohuruogu | Atlétika      | Női 400 m                                  |
| Ezüst | Gemma Gibbons | Cselgáncs     | Női félnehézsúly                           |
| Ezüst | Mark Hunter Zac Purchase | Evezés        | Férfi könnyűsúlyú kétpárevezős             |
| Ezüst | Chris Bartley Peter Chambers Richard Chambers Rob Williams | Evezés        | Férfi könnyűsúlyú kormányos nélküli négyes |
| Ezüst | David Florence Richard Hounslow | Kajak-kenu    | Férfi szlalom kenu kettes                  |
| Ezüst | Lizzie Armitstead | Kerékpározás  | Női egyéni mezőnyverseny                   |
| Ezüst | Vicki Pendleton | Kerékpározás  | Női egyéni sprint                          |
| Ezüst | William Fox-Pitt Nicola Wilson Zara Phillips Mary Thomson-King Tina Cook | Lovaglás      | Lovastusa, csapat                          |
| Ezüst | Fred Evans | Ökölvívás     | Férfi váltósúly                            |
| Ezüst | Samantha Murray | Öttusa        | Női                                        |
| Ezüst | Laura Robson Andy Murray | Tenisz        | Vegyes páros                               |
| Ezüst | Louis Smith | Torna         | Férfi lólengés                             |
| Ezüst | Michael Jamieson | Úszás         | Férfi 200 m mell                           |
| Ezüst | Nick Dempsey | Vitorlázás    | Férfi szörfvitorlázás                      |
| Ezüst | Stuart Bithell Luke Patience | Vitorlázás    | Férfi 470-es osztály                       |
| Ezüst | Iain Percy Andrew Simpson | Vitorlázás    | Férfi csillaghajó                          |
| Ezüst | Saskia Clark Hannah Mills | Vitorlázás    | Női 470-es osztály                         |
| Bronz | Robbie Grabarz | Atlétika      | Férfi magasugrás                           |
| Bronz | Karina Bryant | Cselgáncs     | Női nehézsúly                              |
| Bronz | Alan Campbell | Evezés        | Férfi egypárevezős                         |
| Bronz | George Nash William Satch | Evezés        | Férfi kormányos nélküli kettes             |
| Bronz | Ric Egington James Foad Phelan Hill Matthew Langridge Constantine Louloudis Alex Partridge Tom Ransley Mohamed Sbihi Greg Searle | Evezés        | Férfi nyolcas                              |
| Bronz | Nemzeti válogatott Ashleigh Ball Laura Bartlett Crista Cullen Alex Danson Hannah Macleod Emily Maguire Ann Panter Helen Richardson Chloe Rogers Beth Storry Sarah Thomas Georgie Twigg Laura Unsworth Kate Walsh Sally Walton Nicola White | Gyeplabda     | Női                                        |
| Bronz | Liam Heath Jon Schofield | Kajak-kenu    | Férfi kajak kettes 200 m                   |
| Bronz | Chris Froome | Kerékpározás  | Férfi egyéni időfutam                      |
| Bronz | Ed Clancy | Kerékpározás  | Férfi omnium                               |
| Bronz | Laura Bechtolsheimer | Lovaglás      | Díjlovaglás, egyéni                        |
| Bronz | Tom Daley | Műugrás       | Férfi egyéni toronyugrás                   |
| Bronz | Anthony Ogogo | Ökölvívás     | Férfi középsúly                            |
| Bronz | Lutalo Muhammad | Taekwondo     | Férfi váltósúlyú                           |
| Bronz | Sam Oldham Daniel Purvis Louis Smith Kristian Thomas Max Whitlock | Torna         | Férfi csapat összetett                     |
| Bronz | Max Whitlock | Torna         | Férfi lólengés                             |
| Bronz | Beth Tweddle | Torna         | Női felemás korlát                         |
| Bronz | Jonny Brownlee | Triatlon      | Férfi                                      |
| Bronz | Rebecca Adlington | Úszás         | Női 400 m gyors                            |
| Bronz | Rebecca Adlington | Úszás         | Női 800 m gyors                            |

## Asztalitenisz
Miután engedélyt kapott a házigazdának járó kvalifikációs helyek szabad felhasználására, a brit csapat hatfős csapatot állított fel asztaliteniszben.
Férfi
| Versenyző                                     | Versenyszám | Selejtező         | 64-es főtábla                                     | 48-as főtábla                                | 32-es főtábla                                     | Nyolcaddöntő                                                             | Negyeddöntő       | Elődöntő          | Döntő             | Helyezés |
| Versenyző                                     | Versenyszám | Ellenfél Eredmény | Ellenfél Eredmény                                 | Ellenfél Eredmény                            | Ellenfél Eredmény                                 | Ellenfél Eredmény                                                        | Ellenfél Eredmény | Ellenfél Eredmény | Ellenfél Eredmény | Helyezés |
| --------------------------------------------- | ----------- | ----------------- | ------------------------------------------------- | -------------------------------------------- | ------------------------------------------------- | ------------------------------------------------------------------------ | ----------------- | ----------------- | ----------------- | -------- |
| Paul Drinkhall                                | Egyéni      | erőnyerő          | Ibráhím el-Haszan (KUW) · 11–9, 12–10, 11–9, 11–4 | Yang Zi (SIN) · 11–7, 11–7, 11–8, 4–11, 11–9 | Dimitrij Ovtcharov (GER) · 8–11, 5–11, 9–11, 4–11 | kiesett                                                                  | kiesett           | kiesett           | kiesett           | 17.      |
| Andrew Baggaley Paul Drinkhall Liam Pitchford | Csapat      |                   |                                                   |                                              |                                                   | Portugália (POR) · Tiago Apolónia · Marcos Freitas · João Monteiro · 0–3 | kiesett           | kiesett           | kiesett           | 9.       |

Női
| Versenyző                         | Versenyszám | Selejtező         | 64-es főtábla                                    | 48-as főtábla                                            | 32-es főtábla     | Nyolcaddöntő                                                      | Negyeddöntő       | Elődöntő          | Döntő             | Helyezés |
| Versenyző                         | Versenyszám | Ellenfél Eredmény | Ellenfél Eredmény                                | Ellenfél Eredmény                                        | Ellenfél Eredmény | Ellenfél Eredmény                                                 | Ellenfél Eredmény | Ellenfél Eredmény | Ellenfél Eredmény | Helyezés |
| --------------------------------- | ----------- | ----------------- | ------------------------------------------------ | -------------------------------------------------------- | ----------------- | ----------------------------------------------------------------- | ----------------- | ----------------- | ----------------- | -------- |
| Joanna Parker                     | Egyéni      | erőnyerő          | Caroline Kumahara (BRA) · 11–7, 11–5, 11–9, 11–5 | Kristin Silbereisen (GER) · 6–11, 7–11, 11–7, 2–11, 4–11 | kiesett           | kiesett                                                           | kiesett           | kiesett           | kiesett           | 33.      |
| Na Liu Joanna Parker Kelly Sibley | Csapat      |                   |                                                  |                                                          |                   | Észak-Korea (PRK) · Ri Myong Sun · Kim Jong · Ri Mi Gyong · L 0–3 | kiesett           | kiesett           | kiesett           | 9.       |

## Atlétika
Férfi
| Versenyző                                                        | Versenyszám     | Selejtező | Selejtező | Selejtező | Előfutam      | Előfutam      | Előfutam      | Elődöntő      | Elődöntő      | Elődöntő      | Döntő    | Döntő    |
| Versenyző                                                        | Versenyszám     | Idő       | Hely.     | Össz.     | Idő           | Hely.         | Össz.         | Idő           | Hely.         | Össz.         | Idő      | Helyezés |
| ---------------------------------------------------------------- | --------------- | --------- | --------- | --------- | ------------- | ------------- | ------------- | ------------- | ------------- | ------------- | -------- | -------- |
| Adam Gemili                                                      | 100 m           | kiemelt   | kiemelt   | kiemelt   | 10,11         | 2.            | 11.*          | 10,06         | 3.            | 11.           | kiesett  | kiesett  |
| Dwain Chambers                                                   | 100 m           | kiemelt   | kiemelt   | kiemelt   | 10,02         | 1.            | 4.            | 10,05         | 4.            | 10.           | kiesett  | kiesett  |
| James Dasaolu                                                    | 100 m           | kiemelt   | kiemelt   | kiemelt   | 10,13         | 3.            | 14.*          | 10,18         | 7.            | 19.*          | kiesett  | kiesett  |
| Christian Malcolm                                                | 200 m           |           |           |           | 20,59         | 2.            | 18.*          | 20,51         | 3.            | 11.           | kiesett  | kiesett  |
| James Ellington                                                  | 200 m           |           |           |           | 21,23         | 6.            | 47.           | kiesett       | kiesett       | kiesett       | kiesett  | kiesett  |
| Martyn Rooney                                                    | 400 m           |           |           |           | 45,36         | 2.            | 11.           | 45,31         | 3.            | 14.*          | kiesett  | kiesett  |
| Nigel Levine                                                     | 400 m           |           |           |           | 45,58         | 3.            | 21.           | 45,64         | 6.            | 20.           | kiesett  | kiesett  |
| Conrad Williams                                                  | 400 m           |           |           |           | 46,12         | 3.            | 31.           | 45,53         | 8.            | 18.           | kiesett  | kiesett  |
| Andrew Osagie                                                    | 800 m           |           |           |           | 1:46,42       | 3.            | 17.*          | 1:44,74       | 2.            | 6.            | 1:43,77  | 8.       |
| Gareth Warburton                                                 | 800 m           |           |           |           | 1:46,97       | 5.            | 22.           | kiesett       | kiesett       | kiesett       | kiesett  | kiesett  |
| Michael Rimmer                                                   | 800 m           |           |           |           | 1:49,05       | 5.            | 41.           | kiesett       | kiesett       | kiesett       | kiesett  | kiesett  |
| Andy Baddeley                                                    | 1500 m          |           |           |           | 3:40,34       | 6.            | 17.           | 3:36,03       | 8.            | 8.            | kiesett  | kiesett  |
| Ross Murray                                                      | 1500 m          |           |           |           | 3:36,74       | 4.            | 4.            | 3:44,92       | 10.           | 23.           | kiesett  | kiesett  |
| Nick McCormick                                                   | 5000 m          |           |           |           | 13:25,70      | 12.           | 14.           |               |               |               | kiesett  | kiesett  |
| Mo Farah                                                         | 5000 m          |           |           |           | 13:26,00      | 3.            | 15.           |               |               |               | 13:41,66 |          |
| Mo Farah                                                         | 10 000 m        |           |           |           |               |               |               |               |               |               | 27:30,42 |          |
| Chris Thompson                                                   | 10 000 m        |           |           |           |               |               |               |               |               |               | 29:06,14 | 25.      |
| Lee Merrien                                                      | Maraton         |           |           |           |               |               |               |               |               |               | 2:17:00  | 30.      |
| Scott Overall                                                    | Maraton         |           |           |           |               |               |               |               |               |               | 2:22:37  | 61.      |
| Lawrence Clarke                                                  | 110 m gát       |           |           |           | 13,42         | 2.            | 9.*           | 13,31         | 3.            | 8.            | 13,39    | 4.       |
| Andy Turner                                                      | 110 m gát       |           |           |           | 13,42         | 1.            | 9.*           | 13,42         | 4.            | 13.*          | kiesett  | kiesett  |
| Andrew Pozzi                                                     | 110 m gát       |           |           |           | nem ért célba | nem ért célba | nem ért célba | kiesett       | kiesett       | kiesett       | kiesett  | kiesett  |
| Dai Greene                                                       | 400 m gát       |           |           |           | 48,98         | 1.            | 4.            | 48,19         | 4.            | 7.            | 48,24    | 4.       |
| Rhys Williams                                                    | 400 m gát       |           |           |           | 49,17         | 5.            | 7.            | 49,63         | 4.            | 15.           | kiesett  | kiesett  |
| Jack Green                                                       | 400 m gát       |           |           |           | 49,49         | 2.            | 21.           | nem ért célba | nem ért célba | nem ért célba | kiesett  | kiesett  |
| Stuart Stokes                                                    | 3000 m akadály  |           |           |           | 8:43,04       | 12.           | 35.           |               |               |               | kiesett  | kiesett  |
| Christian Malcolm Dwain Chambers Danny Talbot Adam Gemili        | 4 × 100 m váltó |           |           |           | kizárták      | kizárták      | kizárták      |               |               |               | kiesett  | kiesett  |
| Conrad Williams Jack Green Dai Greene Martyn Rooney Nigel Levine | 4 × 400 m váltó |           |           |           | 3:00,38       | 2.            | 3.*           |               |               |               | 2:59,53  | 4.       |
| Dominic King                                                     | 50 km gyaloglás |           |           |           |               |               |               |               |               |               | 4:15:05  | 51.      |

| Versenyző       | Versenyszám   | Selejtező | Selejtező | Döntő    | Döntő    |
| Versenyző       | Versenyszám   | Eredmény  | Helyezés  | Eredmény | Helyezés |
| --------------- | ------------- | --------- | --------- | -------- | -------- |
| Robbie Grabarz  | Magasugrás    | 229 cm    | 1.        | 229 cm   | **       |
| Steven Lewis    | Rúdugrás      | 550 cm    | 9.*****   | 575 cm   | 5.*      |
| Greg Rutherford | Távolugrás    | 808 cm    | 4.        | 831 cm   |          |
| Chris Tomlinson | Távolugrás    | 806 cm    | 5.        | 807 cm   | 6.       |
| Phillips Idowu  | Hármasugrás   | 16,53 m   | 14.       | kiesett  | kiesett  |
| Carl Myerscough | Súlylökés     | 18,95 m   | 29.       | kiesett  | kiesett  |
| Lawrence Okoye  | Diszkoszvetés | 65,28 m   | 4.        | 61,03 m  | 12.      |
| Abdul Buhari    | Diszkoszvetés | 60,08 m   | 29.       | kiesett  | kiesett  |
| Brett Morse     | Diszkoszvetés | 58,18 m   | 35.       | kiesett  | kiesett  |
| Alex Smith      | Kalapácsvetés | 74,71 m   | 11.       | 72,87 m  | 12.      |
| Mervyn Luckwell | Gerelyhajítás | 74,09 m   | 35.       | kiesett  | kiesett  |

| Versenyző   | Versenyszám | 100 m | 100 m | Távolugrás | Távolugrás | Súlylökés  | Súlylökés  | Magasugrás | Magasugrás | 400 m      | 400 m      | 110 m gát  | 110 m gát  | Diszkoszvetés | Diszkoszvetés | Rúdugrás   | Rúdugrás   | Gerelyhajítás | Gerelyhajítás | 1500 m     | 1500 m     | Végeredmény   | Végeredmény   |
| Versenyző   | Versenyszám | Idő   | Pont  | Eredmény   | Pont       | Eredmény   | Pont       | Eredmény   | Pont       | Idő        | Pont       | Idő        | Pont       | Eredmény      | Pont          | Eredmény   | Pont       | Eredmény      | Pont          | Idő        | Pont       | Pont          | Helyezés      |
| ----------- | ----------- | ----- | ----- | ---------- | ---------- | ---------- | ---------- | ---------- | ---------- | ---------- | ---------- | ---------- | ---------- | ------------- | ------------- | ---------- | ---------- | ------------- | ------------- | ---------- | ---------- | ------------- | ------------- |
| Daniel Awde | Tízpróba    | 10,71 | 926   | 683 cm     | 774        | nem indult | nem indult | nem indult | nem indult | nem indult | nem indult | nem indult | nem indult | nem indult    | nem indult    | nem indult | nem indult | nem indult    | nem indult    | nem indult | nem indult | nem ért célba | nem ért célba |

Női
| Versenyző                                                                    | Versenyszám     | Selejtező | Selejtező | Selejtező | Előfutam | Előfutam | Előfutam | Elődöntő | Elődöntő | Elődöntő | Döntő         | Döntő         |
| Versenyző                                                                    | Versenyszám     | Idő       | Hely.     | Össz.     | Idő      | Hely.    | Össz.    | Idő      | Hely.    | Össz.    | Idő           | Helyezés      |
| ---------------------------------------------------------------------------- | --------------- | --------- | --------- | --------- | -------- | -------- | -------- | -------- | -------- | -------- | ------------- | ------------- |
| Abi Oyepitan                                                                 | 200 m           |           |           |           | 22,92    | 2.       | 16.      | 23,14    | 6.       | 20.      | kiesett       | kiesett       |
| Abi Oyepitan                                                                 | 100 m           | kiemelt   | kiemelt   | kiemelt   | 11,22    | 5.       | 21.*     | 11,36    | 8.       | 23.      | kiesett       | kiesett       |
| Anyika Onuora                                                                | 100 m           | kiemelt   | kiemelt   | kiemelt   | 11,41    | 5.       | 32.***   | kiesett  | kiesett  | kiesett  | kiesett       | kiesett       |
| Anyika Onuora                                                                | 200 m           |           |           |           | 23,23    | 4.       | 27.*     | kiesett  | kiesett  | kiesett  | kiesett       | kiesett       |
| Margaret Adeoye                                                              | 200 m           |           |           |           | 22,94    | 3.       | 17.      | 23,28    | 7.       | 21.*     | kiesett       | kiesett       |
| Christine Ohuruogu                                                           | 400 m           |           |           |           | 50,80    | 2.       | 4.       | 50,22    | 2.       | 7.       | 49,70         |               |
| Shana Cox                                                                    | 400 m           |           |           |           | 52,01    | 3.       | 16.      | 52,58    | 7.       | 21.*     | kiesett       | kiesett       |
| Lee McConnell                                                                | 400 m           |           |           |           | 52,23    | 3.       | 23.      | 52,24    | 7.       | 18.      | kiesett       | kiesett       |
| Lynsey Sharp                                                                 | 800 m           |           |           |           | 2:01,41  | 2.       | 9.       | 2:01,78  | 7.       | 21.      | kiesett       | kiesett       |
| Lisa Dobriskey                                                               | 1500 m          |           |           |           | 4:13,32  | 1.       | 26.      | 4:05,35  | 4.       | 14.      | 4:13,02       | 10.           |
| Laura Weightman                                                              | 1500 m          |           |           |           | 4:07,29  | 6.       | 14.      | 4:02,99  | 7.       | 7.*      | 4:15,60       | 11.           |
| Hannah England                                                               | 1500 m          |           |           |           | 4:05,73  | 5.       | 5.       | 4:06,35  | 9.       | 20.      | kiesett       | kiesett       |
| Eilish McColgan                                                              | 3000 m akadály  |           |           |           | 9:54,36  | 9.       | 33.      | kiesett  | kiesett  | kiesett  | kiesett       | kiesett       |
| Barbara Parker                                                               | 3000 m akadály  |           |           |           | 9:32,07  | 6.       | 17.      |          |          |          | kiesett       | kiesett       |
| Barbara Parker                                                               | 5000 m          |           |           |           | 15:12,81 | 9.       | 20.      |          |          |          | kiesett       | kiesett       |
| Julia Bleasdale                                                              | 5000 m          |           |           |           | 15:02,00 | 4.       | 7.       |          |          |          | 15:14,55      | 8.            |
| Julia Bleasdale                                                              | 10 000 m        |           |           |           |          |          |          |          |          |          | 30:55,63      | 8.            |
| Jo Pavey                                                                     | 10 000 m        |           |           |           |          |          |          |          |          |          | 30:53,20      | 7.            |
| Jo Pavey                                                                     | 5000 m          |           |           |           | 15:02,84 | 7.       | 10.      |          |          |          | 15:12,72      | 7.            |
| Freya Murray                                                                 | Maraton         |           |           |           |          |          |          |          |          |          | 2:32:14       | 44.           |
| Claire Hallissey                                                             | Maraton         |           |           |           |          |          |          |          |          |          | 2:35:39       | 57.           |
| Mara Yamauchi                                                                | Maraton         |           |           |           |          |          |          |          |          |          | nem ért célba | nem ért célba |
| Tiffany Porter                                                               | 100 m gát       |           |           |           | 12,79    | 3.       | 8.       | 12,79    | 4.       | 9.       | kiesett       | kiesett       |
| Perri Shakes-Drayton                                                         | 400 m gát       |           |           |           | 54,62    | 1.       | 6.       | 55,19    | 3.       | 10.      | kiesett       | kiesett       |
| Eilidh Child                                                                 | 400 m gát       |           |           |           | 56,14    | 3.       | 22.      | 56,03    | 7.       | 17.      | kiesett       | kiesett       |
| Shana Cox Lee McConnell Perri Shakes-Drayton Christine Ohuruogu Eilidh Child | 4 × 400 m váltó |           |           |           | 3:25,05  | 3.       | 3.       |          |          |          | 3:24,76       | 5.            |
| Jo Jackson                                                                   | 20 km gyaloglás |           |           |           |          |          |          |          |          |          | kizárták      | kizárták      |

| Versenyző       | Versenyszám   | Selejtező             | Selejtező             | Döntő    | Döntő    |
| Versenyző       | Versenyszám   | Eredmény              | Helyezés              | Eredmény | Helyezés |
| --------------- | ------------- | --------------------- | --------------------- | -------- | -------- |
| Holly Bleasdale | Rúdugrás      | 455 cm                | 7.**                  | 445 cm   | 6.**     |
| Kate Dennison   | Rúdugrás      | 425 cm                | 26.***                | kiesett  | kiesett  |
| Shara Proctor   | Távolugrás    | 683 cm                | 1.                    | 655 cm   | 9.       |
| Yamilé Aldama   | Hármasugrás   | 14,45 m               | 3.                    | 14,48 m  | 5.       |
| Sophie Hitchon  | Kalapácsvetés | 71,98 m               | 10.                   | 69,33 m  | 12.      |
| Goldie Sayers   | Gerelyhajítás | érvényes dobás nélkül | érvényes dobás nélkül | kiesett  | kiesett  |

| Versenyző                 | Versenyszám | 100 m gát | 100 m gát | Magasugrás | Magasugrás | Súlylökés | Súlylökés | 200 m | 200 m | Távolugrás | Távolugrás | Gerelyhajítás | Gerelyhajítás | 800 m   | 800 m | Végeredmény | Végeredmény |
| Versenyző                 | Versenyszám | Idő       | Pont      | Eredmény   | Pont       | Eredmény  | Pont      | Idő   | Pont  | Eredmény   | Pont       | Eredmény      | Pont          | Idő     | Pont  | Pont        | Helyezés    |
| ------------------------- | ----------- | --------- | --------- | ---------- | ---------- | --------- | --------- | ----- | ----- | ---------- | ---------- | ------------- | ------------- | ------- | ----- | ----------- | ----------- |
| Jessica Ennis             | Hétpróba    | 12,54     | 1195      | 186 cm     | 1054       | 14,28 m   | 813       | 22,83 | 1096  | 648 cm     | 1001       | 47,49 m       | 812           | 2:08,65 | 984   | 6955        |             |
| Louise Hazel              | Hétpróba    | 13,48     | 1053      | 159 cm     | 724        | 12,81 m   | 715       | 24,48 | 935   | 577 cm     | 780        | 47,38 m       | 809           | 2:18,78 | 840   | 5856        | 27.         |
| Katarina Johnson-Thompson | Hétpróba    | 13,48     | 1053      | 189 cm     | 1093       | 11,32 m   | 616       | 23,73 | 1007  | 619 cm     | 908        | 38,37 m       | 636           | 2:10,76 | 954   | 6267        | 15.         |

* - egy másik versenyzővel azonos eredményt ért el

** - két másik versenyzővel azonos eredményt ért el

*** - három másik versenyzővel azonos eredményt ért el

***** - öt másik versenyzővel azonos eredményt ért el

## Birkózás

### Női
Szabadfogású
| Versenyző      | Versenyszám | Selejtező         | Nyolcaddöntő                         | Negyeddöntő       | Elődöntő          | Vigaszág első kör | Vigaszág elődöntő | Bronz- mérkőzés   | Döntő             | Helyezés |
| Versenyző      | Versenyszám | Ellenfél Eredmény | Ellenfél Eredmény                    | Ellenfél Eredmény | Ellenfél Eredmény | Ellenfél Eredmény | Ellenfél Eredmény | Ellenfél Eredmény | Ellenfél Eredmény | Helyezés |
| -------------- | ----------- | ----------------- | ------------------------------------ | ----------------- | ----------------- | ----------------- | ----------------- | ----------------- | ----------------- | -------- |
| Olga Butkevych | 48 kg       | erőnyerő          | Lissette Antes (ECU) · 0–1, 2–0, 1–2 | kiesett           | kiesett           |                   |                   |                   |                   | 11.      |

## Cselgáncs
Nagy-Britannia a rendező jogán mind a 14 versenyszámban indíthatott versenyzőt. Ez a legtöbb engedélyezett induló.
Férfi
| Versenyző               | Versenyszám   | Selejtező         | 32-es főtábla                                | Nyolcaddöntő                                | Negyeddöntő                                 | Elődöntő          | Vigaszág elődöntő                 | Bronz- mérkőzés   | Döntő             | Helyezés |
| Versenyző               | Versenyszám   | Ellenfél Eredmény | Ellenfél Eredmény                            | Ellenfél Eredmény                           | Ellenfél Eredmény                           | Ellenfél Eredmény | Ellenfél Eredmény                 | Ellenfél Eredmény | Ellenfél Eredmény | Helyezés |
| ----------------------- | ------------- | ----------------- | -------------------------------------------- | ------------------------------------------- | ------------------------------------------- | ----------------- | --------------------------------- | ----------------- | ----------------- | -------- |
| Ashley McKenzie         | Légsúly       | erőnyerő          | Hiraoka Hiroaki (JPN) · 000(2)–111(0)        | kiesett                                     | kiesett                                     | kiesett           |                                   |                   |                   | 17.      |
| Colin Oates             | Harmatsúly    | erőnyerő          | Ivo Dos Santos (AUS) · 002(0)–000(2)         | Hasbátarín Cagánbátar (MGL) · 001(1)–000(0) | Lasha Shavdatuashvili (GEO) · 000(0)–100(0) |                   | Cso Dzsunho (KOR) · 000(2)–002(1) | kiesett           |                   | 7.       |
| Daniel Williams         | Könnyűsúly    | erőnyerő          | Raszul Bokijev (TJK) · 000(0)–100(1)         | kiesett                                     | kiesett                                     | kiesett           |                                   |                   |                   | 17.      |
| Euan Burton             | Váltósúlyú    | erőnyerő          | Antoine Valois-Fortier (CAN) · 000(0)–100(0) | kiesett                                     | kiesett                                     | kiesett           |                                   |                   |                   | 17.      |
| Winston Gordon          | Középsúly     |                   | Alexandre Émond (CAN) · 100(0)–000(0)        | Kirill Gyenyiszov (RUS) · 000(0)–001(0)     | kiesett                                     | kiesett           |                                   |                   |                   | 9.       |
| James Austin            | Félnehézsúlyú |                   | Takamasa Anai (JPN) · 000(3)–010(1)          | kiesett                                     | kiesett                                     | kiesett           |                                   |                   |                   | 17.      |
| Christopher Sherrington | Nehézsúly     |                   | Jake Andrewartha (AUS) · 100(0)–000(0)       | Alekszandr Mihajlin (RUS) · 000(1)–001(1)   | kiesett                                     | kiesett           |                                   |                   |                   | 9.       |

Női
| Versenyző     | Versenyszám  | Selejtező                                | Nyolcaddöntő                                   | Negyeddöntő                            | Elődöntő                              | Vigaszág elődöntő | Bronz- mérkőzés                         | Döntő                                | Helyezés |
| Versenyző     | Versenyszám  | Ellenfél Eredmény                        | Ellenfél Eredmény                              | Ellenfél Eredmény                      | Ellenfél Eredmény                     | Ellenfél Eredmény | Ellenfél Eredmény                       | Ellenfél Eredmény                    | Helyezés |
| ------------- | ------------ | ---------------------------------------- | ---------------------------------------------- | -------------------------------------- | ------------------------------------- | ----------------- | --------------------------------------- | ------------------------------------ | -------- |
| Kelly Edwards | Légsúly      | erőnyerő                                 | Fukumi Tomoko (JPN) · 000(0)–002(0)            | kiesett                                | kiesett                               |                   |                                         |                                      | 9.       |
| Sophie Cox    | Harmatsúly   | An Kume (PRK) · 000(0)–001(0)            | kiesett                                        | kiesett                                | kiesett                               |                   |                                         |                                      | 17.      |
| Sarah Clark   | Könnyűsúly   | Automne Pavia (FRA) · 000(1)–010(0)      | kiesett                                        | kiesett                                | kiesett                               |                   |                                         |                                      | 17.      |
| Gemma Howell  | Váltósúly    | Gevrise Emane (FRA) · 000(H)–100(0)      | kiesett                                        | kiesett                                | kiesett                               |                   |                                         |                                      | 17.      |
| Sally Conway  | Középsúly    | Carine Ngarlemdana (CHA) · 111(0)–000(2) | Edith Bosch (NED) · 000(1)–010(0)              | kiesett                                | kiesett                               |                   |                                         |                                      | 9.       |
| Gemma Gibbons | Félnehézsúly | Yahima Ramirez (POR) · 100(0)–000(0)     | Pürevdzsargalín Lhamdegd (MGL) · 002(1)–001(0) | Marhinde Verkerk (NED) · 010(0)–000(0) | Audrey Tcheuméo (FRA) · 100(0)–000(0) |                   |                                         | Kayla Harrison (USA) · 000(0)–002(0) |          |
| Karina Bryant | Nehézsúly    | Sonia Asselah (ALG) · 100(0)–000(1)      | Lucija Polavder (SLO) · 001(1)–000(0)          | Gulzsan Iszanova (KAZ) · 010(2)–001(1) | Szugimoto Mika (JPN) · 000(2)–001(1)  |                   | Irina Kindzerszka (UKR) · 020(0)–011(0) |                                      |          |

## Evezés
Nagy-Britannia a 2011-es világbajnokságon a 14 versenyszám közül 13-ban szerzett kvótát.
Egyedül a női egypárevezős versenyszámban nem képviselteti magát az ország, mert Frances Houghton egy hellyel lemaradt a kvalifikációt érő helyezésekről.
Férfi
| Versenyző | Versenyszám                          | Előfutam | Előfutam | Vigaszág | Vigaszág | Negyeddöntő | Negyeddöntő | Elődöntő | Elődöntő | Elődöntő | Döntő | Döntő   | Döntő | Helyezés |
| Versenyző | Versenyszám                          | Idő      | Hely.    | Idő      | Hely.    | Idő         | Hely.       | Típus    | Idő      | Hely.    | Típus | Idő     | Hely. | Helyezés |
| --- | ------------------------------------ | -------- | -------- | -------- | -------- | ----------- | ----------- | -------- | -------- | -------- | ----- | ------- | ----- | -------- |
| Alan Campbell | Egypárevezős                         | 6:47,62  | 1.       |          |          | 6:52,10     | 1.          | A/B      | 7:18,92  | 2.       | A     | 7:03,28 | 3.    |          |
| Bill Lucas Sam Townsend | Kétpárevezős                         | 6:11,94  | 2.       |          |          |             |             | A/B      | 6:22,47  | 3.       | A     | 6:40,54 | 5.    | 5.       |
| George Nash William Satch | Kormányos nélküli kettes             | 6:16,58  | 1.       |          |          |             |             | A/B      | 6:56,46  | 1.       | A     | 6:21,77 | 3.    |          |
| Stephen Rowbotham Charles Cousins Tom Solesbury Matt Wells                                                                                   | Négypárevezős                        | 5:41,75  | 2.       |          |          |             |             | A/B      | 6:05,71  | 3.       | A     | 5:49,19 | 5.    | 5.       |
| Alex Gregory Pete Reed Tom James Andrew Triggs-Hodge                                                                                         | Kormányos nélküli négyes             | 5:50,27  | 1.       |          |          |             |             | A/B      | 5:58,26  | 1.       | A     | 6:03,97 | 1.    |          |
| Alex Partridge James Foad Tom Ransley Ric Egington Mohamed Sbihi Greg Searle Matthew Langridge Constantine Louloudis Phelan Hill (kormányos) | Nyolcas                              | 5:27,61  | 2.       | 5:26,85  | 1.       |             |             |          |          |          | A     | 5:51,18 | 3.    |          |
| Zac Purchase Mark Hunter | Könnyűsúlyú kétpárevezős             | 6:36,29  | 1.       |          |          |             |             | A/B      | 6:36,62  | 1.       | A     | 6:37,78 | 2.    |          |
| Peter Chambers Rob Williams Richard Chambers Chris Bartley                                                                                   | Könnyűsúlyú kormányos nélküli négyes | 5:49,29  | 1.       |          |          |             |             | A/B      | 5:59,68  | 1.       | A     | 6:03,09 | 2.    |          |

Női
| Versenyző | Versenyszám              | Előfutam | Előfutam | Vigaszág | Vigaszág | Elődöntő | Elődöntő | Elődöntő | Döntő | Döntő   | Döntő | Helyezés |
| Versenyző | Versenyszám              | Idő      | Hely.    | Idő      | Hely.    | Típus    | Idő      | Hely.    | Típus | Idő     | Hely. | Helyezés |
| --- | ------------------------ | -------- | -------- | -------- | -------- | -------- | -------- | -------- | ----- | ------- | ----- | -------- |
| Anna Bebington Katherine Grainger | Kétpárevezős             | 6:44,33  | 1.       |          |          |          |          |          | A     | 6:55,82 | 1.    |          |
| Helen Glover Heather Stanning | Kormányos nélküli kettes | 6:57,29  | 1.       |          |          |          |          |          | A     | 7:27,13 | 1.    |          |
| Melanie Wilson Debbie Flood Frances Houghton Beth Rodford                                                                                        | Négypárevezős            | 6:20,71  | 4.       | 6:21,65  | 3.       |          |          |          | A     | 6:51,54 | 6.    | 6.       |
| Olivia Whitlam Louisa Reeve Jessica Eddie Lindsey Maguire Natasha Page Annie Vernon Katie Greves Victoria Thornley Caroline O'Connor (kormányos) | Nyolcas                  | 6:23,51  | 3.       | 6:21,58  | 4.       |          |          |          | A     | 6:18,77 | 5.    | 5.       |
| Katherine Copeland Sophie Hosking | Könnyűsúlyú kétpárevezős | 6:56,97  | 1.       |          |          | A/B      | 7:05,90  | 1.       | A     | 7:09,30 | 1.    |          |

## Gyeplabda
Nagy-Britannia férfi és női gyeplabda-válogatottja a rendező ország jogán automatikusan részt vehet a küzdelmekben. Anglia, Wales és Skócia általában külön indul a versenyeken, de most egy olyan közös csapatot hoztak létre, melyet az England Hockey fog össze.

### Férfi
| Brit férfi gyeplabdacsapat-játékoskeret                                                                         | Brit férfi gyeplabdacsapat-játékoskeret                                                                                       |
| --- | --- |
| - Nick Catlin - Jonty Clarke - Matt Daly - James Fair - Daniel Fox - Ben Hawes - Ashley Jackson - Glenn Kirkham | - Iain Lewers - Iain Mackay - Harry Martin - Barry Middleton - Robert Moore - Richard Smith - James Tindall - Alastair Wilson |

A szövetségi kapitány Jason Lee volt, akinek ez volt a hatodik olimpiai részvétele. Ezelőtt 1992-ben, 1996-ban, 2000-ben, 2004-ben és 2008-ban szerepelt, 1996-tól mint csapatkapitány.

#### Eredmények
Csoportkör
A csoport
| Csapat                        | M | Gy | D | V | G+ | G– | Gk  | P  |
| ----------------------------- | - | -- | - | - | -- | -- | --- | -- |
| Ausztrália (AUS)              | 5 | 3  | 2 | 0 | 23 | 5  | +18 | 11 |
| Nagy-Britannia (GBR)          | 5 | 2  | 3 | 0 | 14 | 8  | +6  | 9  |
| Spanyolország (ESP)           | 5 | 2  | 2 | 1 | 8  | 10 | −2  | 8  |
| Pakisztán (PAK)               | 5 | 2  | 1 | 2 | 9  | 16 | −7  | 7  |
| Argentína (ARG)               | 5 | 1  | 1 | 3 | 10 | 14 | −4  | 4  |
| Dél-afrikai Köztársaság (RSA) | 5 | 0  | 1 | 4 | 11 | 22 | −11 | 1  |

| 2012. július 30. 19:00 (20:00) | Nagy-Britannia (GBR)                     | 4–1               | Argentína (ARG) | Riverbank Arena, London Játékvezetők: Raghu Prasad (IND) Christian Blasch (GER) |
| 2012. július 30. 19:00 (20:00) | Middleton 22', 42' · Fox 49' · Smith 53' | (1–0) Jegyzőkönyv | Ibarra 55'      | Riverbank Arena, London Játékvezetők: Raghu Prasad (IND) Christian Blasch (GER) |

| 2012. augusztus 1. 16:00 (17:00) | Dél-afrikai Köztársaság (RSA) | 2–2               | Nagy-Britannia (GBR) | Riverbank Arena, London Játékvezetők: Nigel Iggo (NZL) Roelvan Eert (NED) |
| 2012. augusztus 1. 16:00 (17:00) | Smith 60' · Robinson 64'      | (0–1) Jegyzőkönyv | Jackson 14', 68'     | Riverbank Arena, London Játékvezetők: Nigel Iggo (NZL) Roelvan Eert (NED) |

| 2012. augusztus 3. 16:00 (17:00) | Nagy-Britannia (GBR)                       | 4–1               | Pakisztán (PAK) | Riverbank Arena, London Játékvezetők: Simon Taylor (NZL) Marcelo Servetto (ESP) |
| 2012. augusztus 3. 16:00 (17:00) | Tindall 4' · Clarke 26' · Jackson 50', 67' | (2–0) Jegyzőkönyv | Abbas 70'       | Riverbank Arena, London Játékvezetők: Simon Taylor (NZL) Marcelo Servetto (ESP) |

| 2012. augusztus 5. 19:00 (20:00) | Nagy-Britannia (GBR)                     | 3–3               | Ausztrália (AUS)           | Riverbank Arena, London Játékvezetők: Christian Blasch (GER) John Wright (RSA) |
| 2012. augusztus 5. 19:00 (20:00) | Clarke 47' · Middleton 53' · Tindall 66' | (0–2) Jegyzőkönyv | Ford 7', 11' · Knowles 41' | Riverbank Arena, London Játékvezetők: Christian Blasch (GER) John Wright (RSA) |

| 2012. augusztus 7. 19:00 (20:00) | Spanyolország (ESP) | 1–1               | Nagy-Britannia (GBR) | Riverbank Arena, London Játékvezetők: Simon Taylor (NZL) John Wright (RSA) |
| 2012. augusztus 7. 19:00 (20:00) | Quemada 55'         | (0–1) Jegyzőkönyv | Jackson 33'          | Riverbank Arena, London Játékvezetők: Simon Taylor (NZL) John Wright (RSA) |

Elődöntő
| 2012. augusztus 9. 20:00 (21:00) | Hollandia (NED)                                                                                 | 9–2               | Nagy-Britannia (GBR)    | Riverbank Arena, London Játékvezetők: Christian Blasch (GER) David Gentles (AUS) |
| 2012. augusztus 9. 20:00 (21:00) | Weusthof 9', 15', 60' · van der Weerden 22' · Bakker 33', 44', 51' · de Nooijer 47' · Evers 48' | (4–1) Jegyzőkönyv | Jackson 18' · Moore 65' | Riverbank Arena, London Játékvezetők: Christian Blasch (GER) David Gentles (AUS) |

Bronzmérkőzés
| 2012. augusztus 11. 15:30 (16:30) | Ausztrália (AUS)                     | 3–1               | Nagy-Britannia (GBR) | Riverbank Arena, London Játékvezetők: Christian Blach (GER) Gary Simmonds (RSA) |
| 2012. augusztus 11. 15:30 (16:30) | Orchard 17' · Dwyer 48' · Govers 58' | (1–1) Jegyzőkönyv | Lewers 29'           | Riverbank Arena, London Játékvezetők: Christian Blach (GER) Gary Simmonds (RSA) |

| Csapat               | Helyezés |
| -------------------- | -------- |
| Nagy-Britannia (GBR) | 4.       |

### Női
| Brit női gyeplabdacsapat-játékoskeret                                                                                           | Brit női gyeplabdacsapat-játékoskeret                                                                                   |
| --- | --- |
| - Ashleigh Ball - Laura Bartlett - Crista Cullen - Alex Danson - Hannah Macleod - Emily Maguire - Ann Panter - Helen Richardson | - Chloe Rogers - Beth Storry - Sarah Thomas - Georgie Twigg - Laura Unsworth - Kate Walsh - Sally Walton - Nicola White |

#### Eredmények
Csoportkör
A csoport
| Csapat               | M | Gy | D | V | G+ | G– | Gk | P  |
| -------------------- | - | -- | - | - | -- | -- | -- | -- |
| Hollandia (NED)      | 5 | 5  | 0 | 0 | 12 | 5  | +7 | 15 |
| Nagy-Britannia (GBR) | 5 | 3  | 0 | 2 | 14 | 7  | +7 | 9  |
| Kína (CHN)           | 5 | 2  | 1 | 2 | 6  | 3  | +3 | 7  |
| Dél-Korea (KOR)      | 5 | 2  | 0 | 3 | 9  | 13 | −4 | 6  |
| Japán (JPN)          | 5 | 1  | 1 | 3 | 4  | 9  | −5 | 4  |
| Belgium (BEL)        | 5 | 0  | 2 | 3 | 2  | 10 | −8 | 2  |

| 2012. július 29. 19:00 (20:00) | Nagy-Britannia (GBR)                     | 4–0               | Japán (JPN) | Riverbank Arena, London Játékvezetők: Kelly Hudson (NZL) Soledad Iparraguirre (ARG) |
| 2012. július 29. 19:00 (20:00) | Danson 7', 28' · Thomas 23' · Walton 26' | (4–0) Jegyzőkönyv |             | Riverbank Arena, London Játékvezetők: Kelly Hudson (NZL) Soledad Iparraguirre (ARG) |

| 2012. július 31. 16:00 (17:00) | Nagy-Britannia (GBR)                                        | 5–3               | Dél-Korea (KOR)                                  | Riverbank Arena, London Játékvezetők: Stella Bartlema (NED) Lisa Roach (AUS) |
| 2012. július 31. 16:00 (17:00) | White 6' · Cullen 25' · Danson 38' · Twigg 61' · Rogers 62' | (2–1) Jegyzőkönyv | Kim Dare 18' · Han Hjeljong 52' · Pak Mihjon 57' | Riverbank Arena, London Játékvezetők: Stella Bartlema (NED) Lisa Roach (AUS) |

| 2012. augusztus 2. 19:00 (20:00) | Belgium (BEL) | 0–3               | Nagy-Britannia (GBR)                 | Riverbank Arena, London Játékvezetők: Amy Hassick (USA) Irene Presenqui (ARG) |
| 2012. augusztus 2. 19:00 (20:00) |               | (0–1) Jegyzőkönyv | Ball 32' · Bartlett 39' · Cullen 68' | Riverbank Arena, London Játékvezetők: Amy Hassick (USA) Irene Presenqui (ARG) |

| 2012. augusztus 4. 16:00 (17:00) | Kína (CHN)                          | 2–1               | Nagy-Britannia (GBR) | Riverbank Arena, London Játékvezetők: Soledad Iparraguirre (ARG) Carol Metchette (IRL) |
| 2012. augusztus 4. 16:00 (17:00) | Fu Pao-zsung 41' · Csao Jü-tiao 47' | (0–0) Jegyzőkönyv | Cullen 69'           | Riverbank Arena, London Játékvezetők: Soledad Iparraguirre (ARG) Carol Metchette (IRL) |

| 2012. augusztus 6. 19:00 (20:00) | Nagy-Britannia (GBR) | 1–2               | Hollandia (NED)           | Riverbank Arena, London Játékvezetők: Carolina de la Fuente (ARG) Szoma Csieko (JPN) |
| 2012. augusztus 6. 19:00 (20:00) | Cullen 29'           | (1–0) Jegyzőkönyv | van As 43' · van Male 52' | Riverbank Arena, London Játékvezetők: Carolina de la Fuente (ARG) Szoma Csieko (JPN) |

Elődöntő
| 2012. augusztus 8. 20:00 (21:00) | Argentína (ARG)               | 2–1               | Nagy-Britannia (GBR) | Riverbank Arena, London Játékvezetők: Lisa Roach (AUS) Carol Metchette (IRL) |
| 2012. augusztus 8. 20:00 (21:00) | Barrionuevo 6' · Rebecchi 31' | (2–0) Jegyzőkönyv | Danson 65'           | Riverbank Arena, London Játékvezetők: Lisa Roach (AUS) Carol Metchette (IRL) |

Bronzmérkőzés
| 2012. augusztus 10. 15:30 (16:30) | Új-Zéland (NZL) | 1–3               | Nagy-Britannia (GBR)                 | Riverbank Arena, London Játékvezetők: Soledad Iparraguirre (ARG) Szoma Csieko (JPN) |
| 2012. augusztus 10. 15:30 (16:30) | Michelsen 68'   | (0–0) Jegyzőkönyv | Danson 45' · Cullen 59' · Thomas 63' | Riverbank Arena, London Játékvezetők: Soledad Iparraguirre (ARG) Szoma Csieko (JPN) |

| Csapat         | Helyezés |
| -------------- | -------- |
| Nagy-Britannia |          |

## Íjászat
Házigazdaként Nagy-Britannia automatikusan kapott hat egyéni kvótát, valamint a férfi és a női csapatversenyekben is indulhatott. Alison Williamsonnak ez volt egymás után a hatodik nyári olimpiája. Előtte csak két brit sportolónak sikerült ezt elérnie.
Férfi
| Versenyző                               | Versenyszám | Selejtező | Selejtező | 64-es főtábla                         | 32-es főtábla                       | Nyolcaddöntő                                                                   | Negyeddöntő       | Elődöntő          | Döntő             | Helyezés |
| Versenyző                               | Versenyszám | Pont      | Kiemelt   | Ellenfél Eredmény                     | Ellenfél Eredmény                   | Ellenfél Eredmény                                                              | Ellenfél Eredmény | Ellenfél Eredmény | Ellenfél Eredmény | Helyezés |
| --------------------------------------- | ----------- | --------- | --------- | ------------------------------------- | ----------------------------------- | ------------------------------------------------------------------------------ | ----------------- | ----------------- | ----------------- | -------- |
| Laurence Godfrey                        | Egyéni      | 680       | 4.        | Emdadul Haque Milon (BAN) (61.) · 6–0 | Juan René Serrano (MEX) (29.) · 7–1 | Khairul Anuar Mohamad (MAS) (20.) · 5–6                                        | kiesett           | kiesett           | kiesett           | 9.       |
| Simon Terry                             | Egyéni      | 654       | 50.       | Isizu Jú (JPN) (15.) · 7–1            | Dan Olaru (MDA) (47.) · 1–7         | kiesett                                                                        | kiesett           | kiesett           | kiesett           | 17.      |
| Alan Wills                              | Egyéni      | 660       | 42.       | Taylor Worth (AUS) (23.) · 5–6        | kiesett                             | kiesett                                                                        | kiesett           | kiesett           | kiesett           | 33.      |
| Laurence Godfrey Simon Terry Alan Wills | Csapat      | 1994      | 8.        |                                       |                                     | Ukrajna (UKR) · Markijan Ivasko · Dmitro Hracsov · Viktor Ruban (8.) · 212–223 | kiesett           | kiesett           | kiesett           | 9.       |

Női
| Versenyző                                  | Versenyszám | Selejtező | Selejtező | 64-es főtábla                             | 32-es főtábla                            | Nyolcaddöntő                                                                                    | Negyeddöntő       | Elődöntő          | Döntő             | Helyezés |
| Versenyző                                  | Versenyszám | Pont      | Kiemelt   | Ellenfél Eredmény                         | Ellenfél Eredmény                        | Ellenfél Eredmény                                                                               | Ellenfél Eredmény | Ellenfél Eredmény | Ellenfél Eredmény | Helyezés |
| ------------------------------------------ | ----------- | --------- | --------- | ----------------------------------------- | ---------------------------------------- | ----------------------------------------------------------------------------------------------- | ----------------- | ----------------- | ----------------- | -------- |
| Amy Oliver                                 | Egyéni      | 608       | 57.       | Dipika Kumári (IND) (8.) · 6–2            | Ika Yuliana Rochmawati (INA) (40.) · 1–7 | kiesett                                                                                         | kiesett           | kiesett           | kiesett           | 17.      |
| Naomi Folkard                              | Egyéni      | 637       | 42.       | Krisztyina Tyimofejeva (RUS) (23.) · 6–4  | Mariana Avitia (MEX) (10.) · 2–6         | kiesett                                                                                         | kiesett           | kiesett           | kiesett           | 17.      |
| Alison Williamson                          | Egyéni      | 629       | 47.       | Bisindégín Urantungalag (MGL) (18.) · 3–7 | kiesett                                  | kiesett                                                                                         | kiesett           | kiesett           | kiesett           | 33.      |
| Naomi Folkard Amy Oliver Alison Williamson | Csapat      | 1874      | 11.       |                                           |                                          | Oroszország (RUS) · Inna Sztyepanova · Kszenyija Perova · Krisztyina Tyimofejeva (6.) · 208–215 | kiesett           | kiesett           | kiesett           | 9.       |

## Kajak-kenu

### Síkvízi
A házigazda a saját jogán egy hajót indíthat a férfi kajak és kenu egyes 1000 méteres, illetve a női kajak egyes 500 méteres versenyszámban.
Férfi
| Versenyző                | Versenyszám        | Előfutam | Előfutam | Előfutam | Elődöntő | Elődöntő | Elődöntő | Döntő   | Döntő    | Döntő    | Helyezés |
| Versenyző                | Versenyszám        | Idő      | Hely.    | Össz.    | Idő      | Hely.    | Össz.    | Típus   | Idő      | Helyezés | Helyezés |
| ------------------------ | ------------------ | -------- | -------- | -------- | -------- | -------- | -------- | ------- | -------- | -------- | -------- |
| Ed McKeever              | Kajak egyes 200 m  | 35,087   | 1.       | 1.       | 35,619   | 1.       | 3.       | A       | 36,246   | 1.       |          |
| Tim Brabants             | Kajak egyes 1000 m | 3:31,869 | 5.       | 8.       | 3:30,769 | 4.       | 6.       | A       | 3:34,833 | 8.       | 8.       |
| Liam Heath Jon Schofield | Kajak kettes 200 m | 33,364   | 2.       | 5.       | 32,940   | 2.       | 5.       | A       | 34,421   | 3.       |          |
| Richard Jeffries         | Kenu egyes 200 m   | 42,516   | 3.       | 14.      | 43,213   | 6.       | 17.      | kiesett | kiesett  | kiesett  | 17.      |
| Richard Jeffries         | Kenu egyes 1000 m  | 4:48,511 | 5.       | 16.      | 4:49,874 | 8.       | 15.      | B       | 4:42,992 | 7.       | 15.      |

Női
| Versenyző                                               | Versenyszám        | Előfutam | Előfutam | Előfutam | Elődöntő | Elődöntő | Elődöntő | Döntő | Döntő    | Döntő    | Helyezés |
| Versenyző                                               | Versenyszám        | Idő      | Hely.    | Össz.    | Idő      | Hely.    | Össz.    | Típus | Idő      | Helyezés | Helyezés |
| ------------------------------------------------------- | ------------------ | -------- | -------- | -------- | -------- | -------- | -------- | ----- | -------- | -------- | -------- |
| Jess Walker                                             | Kajak egyes 200 m  | 42,388   | 4.       | 8.       | 41,734   | 2.       | 9.       | A     | 46,161   | 7.       | 7.       |
| Rachel Cawthorn                                         | Kajak egyes 500 m  | 1:53,491 | 1.       | 10.      | 1:52,542 | 2.       | 10.      | A     | 1:53,345 | 6.       | 6.       |
| Abigail Edmonds Louisa Sawers                           | Kajak kettes 500 m | 1:46,564 | 5.       | 14.      | 1:46,025 | 7.       | 14.      | B     | 1:46,341 | 3.       | 11.      |
| Jess Walker Rachel Cawthorn Angela Hannah Louisa Sawers | Kajak négyes 500 m | 1:37,355 | 2.       | 7.       | 1:32,550 | 4.       | 4.       | A     | 1:33,055 | 5.       | 11.      |

### Szlalom
Nagy-Britannia a 2011-es világbajnokságon minden osztályban megszerezte az országonként elérhető egy nevező hajót.
A brit csapaton belül a helyeket 2012. áprilisban osztották el. A C-2 hajóosztályban két kenus szerzett egy kvótát, de mivel mind Florence, mind Hounslow indulási jogot szerzett egyéniben, ezért egy újabb C-2-es hajó szerzett indulási lehetőséget.
| Versenyző                       | Versenyszám       | Selejtező | Selejtező | Selejtező | Selejtező | Selejtező     | Selejtező     | Elődöntő | Elődöntő | Döntő   | Döntő    |
| Versenyző                       | Versenyszám       | 1. futam  | 1. futam  | 2. futam  | 2. futam  | Jobb eredmény | Jobb eredmény | Elődöntő | Elődöntő | Döntő   | Döntő    |
| Versenyző                       | Versenyszám       | Pont      | Hely.     | Pont      | Hely.     | Pont          | Hely.         | Pont     | Hely.    | Pont    | Helyezés |
| ------------------------------- | ----------------- | --------- | --------- | --------- | --------- | ------------- | ------------- | -------- | -------- | ------- | -------- |
| Richard Hounslow                | Férfi kajak egyes | 94,40     | 14.*      | 89,12     | 9.        | 89,12         | 11.           | 104,30   | 12.      | kiesett | kiesett  |
| David Florence                  | Férfi kenu egyes  | 101,60    | 13.       | 93,04     | 4.        | 93,04         | 5.            | 106,16   | 10.      | kiesett | kiesett  |
| Tim Baillie Etienne Stott       | Férfi kenu kettes | 100,44    | 3.        | 102,79    | 6.        | 100,44        | 4.            | 110,78   | 6.       | 106,41  |          |
| David Florence Richard Hounslow | Férfi kenu kettes | 108,23    | 10.       | 101,08    | 4.        | 101,08        | 4.            | 108,93   | 1.       | 106,77  |          |
| Lizzie Neave                    | Női kajak egyes   | 101,95    | 4.        | 98,92     | 1.        | 98,92         | 2.            | 117,30   | 12.      | kiesett | kiesett  |

## Kerékpározás

### BMX
A következő versenyzőket választották ki a BMX-versenyeken való szereplésre. 2012. június 18-án a kerékpáros szövetség bejelentette, hogy további két versenyző – Kyle Evans és Abbie Taylor – szerzett P helyet. Ez azt jelenti, hogy ha valaki sérülés vagy betegség miatt nem tudott volna indulni, ők léphettek be versenyzőként.
| Versenyző     | Versenyszám | Selejtező | Selejtező | Negyeddöntő | Negyeddöntő | Elődöntő | Elődöntő | Döntő    | Döntő    |
| Versenyző     | Versenyszám | Idő       | Helyezés  | Pont        | Helyezés    | Pont     | Helyezés | Idő      | Helyezés |
| ------------- | ----------- | --------- | --------- | ----------- | ----------- | -------- | -------- | -------- | -------- |
| Liam Phillips | Férfi       | 38,719    | 12.       | 6           | 2.          | 9        | 3.       | 2:11,918 | 8.       |
| Shanaze Reade | Női         | 39,368    | 5.        |             |             | 5        | 2.       | 39,247   | 6.       |

### Hegyi-kerékpározás
| Versenyző    | Versenyszám | Idő             | Helyezés      |
| ------------ | ----------- | --------------- | ------------- |
| Liam Killeen | Férfi       | nem ért célba   | nem ért célba |
| Annie Last   | Női         | 1:33:47 (+2:55) | 8.            |

### Országúti kerékpározás
Nagy-Britannia 2011 végén a 10 legjobb eredményt elérő ország egyike volt, ezért öt kerékpárost indíthatott a férfiak országúti olimpiai versenyében. Mivel 2012 májusában az öt legjobb ország között volt a női kerékpáros ranglistán, ezért négy női brit induló szerepelhetett a versenyeken.
Férfi
| Versenyző       | Versenyszám   | Idő      | Helyezés |
| --------------- | ------------- | -------- | -------- |
| Chris Froome    | Időfutam      | 51:41,87 |          |
| Chris Froome    | Mezőnyverseny | 5:58:24  | 109.     |
| Mark Cavendish  | Mezőnyverseny | 5:46:37  | 29.      |
| David Millar    | Mezőnyverseny | 5:55:16  | 105.     |
| Ian Stannard    | Mezőnyverseny | 5:46:47  | 92.      |
| Bradley Wiggins | Mezőnyverseny | 5:47:14  | 100.     |
| Bradley Wiggins | Időfutam      | 50:39,54 |          |

Női
| Versenyző         | Versenyszám   | Idő            | Helyezés       |
| ----------------- | ------------- | -------------- | -------------- |
| Lizzie Armitstead | Időfutam      | 39:26,24       | 10.            |
| Lizzie Armitstead | Mezőnyverseny | 3:35:29        |                |
| Nicole Cooke      | Mezőnyverseny | 3:36:01        | 31.            |
| Lucy Martin       | Mezőnyverseny | Időlimiten túl | Időlimiten túl |
| Emma Pooley       | Mezőnyverseny | 3:37:26        | 40.            |
| Emma Pooley       | Időfutam      | 38:37,70       | 6.             |

### Pálya-kerékpározás
A kerékpársportcsarnokban rendezett mind a tíz versenyszámra csak és kizárólag a Nemzetközi Kerékpáros-szövetség rangsora alapján lehetett kvalifikációt szerezni. Versenyszámonként csak egy sportoló, illetve egy csapat indulhatott minden országból. Ezen felül volt egy olyan kikötés is, hogy egy nemzetet legfeljebb 14 sportoló képviselhet összesen.
Nagy-Britannia minden pályaversenyre kvalifikálta magát. 2012. június 18-án a kerékpáros szervezet megerősítette, hogy két tartalékhelyet is fenntart. Akik így jutottak ki az olimpiára, azok mások lesérülése vagy megbetegedése esetén juthattak versenyzési lehetőséghez.
Sprintversenyek
| Versenyző                           | Versenyszám  | Selejtező | Selejtező | 1. forduló                            | Vigaszág               | Vigaszág | 2. forduló                         | Vigaszág               | Vigaszág | 9–12. helyért          | 9–12. helyért | Negyeddöntő                                                                  | 5–8. helyért           | 5–8. helyért | Elődöntő                               | Döntő                                                                           | Helyezés |
| Versenyző                           | Versenyszám  | Idő       | Hely.     | Ellenfél Győztes idő                  | Ellenfelek Győztes idő | Hely.    | Ellenfél Győztes idő               | Ellenfelek Győztes idő | Hely.    | Ellenfelek Győztes idő | Hely.         | Ellenfél Győztes idő                                                         | Ellenfelek Győztes idő | Hely.        | Ellenfél Győztes idő                   | Ellenfél Győztes idő                                                            | Helyezés |
| ----------------------------------- | ------------ | --------- | --------- | ------------------------------------- | ---------------------- | -------- | ---------------------------------- | ---------------------- | -------- | ---------------------- | ------------- | ---------------------------------------------------------------------------- | ---------------------- | ------------ | -------------------------------------- | ------------------------------------------------------------------------------- | -------- |
| Jason Kenny                         | Férfi egyéni | 9,713     | 1.        | erőnyerő                              |                        |          | Bernard Esterhuizen (RSA) · 10,363 |                        |          |                        |               | Mohd Azizulhasni Awang (MAS) · 10,433; 10,030                                |                        |              | Njisane Phillip (TRI) · 10,159; 10,166 | Grégory Baugé (FRA) · 10,232; 10,308                                            |          |
| Victoria Pendleton                  | Női egyéni   | 10,724    | 1.        | Jekatyerina Gnyigyenko (RUS) · 11,775 |                        |          | Willy Kanis (NED) · 11,840         |                        |          |                        |               | Volha Panarina (BLR) · 11,226; 11,339                                        |                        |              | Kristina Vogel (GER) · 11,481; 11,538  | Anna Meares (AUS) · 11,218; 11,348                                              |          |
| Philip Hindes Chris Hoy Jason Kenny | Férfi csapat | 43,065    | 1.        |                                       |                        |          |                                    |                        |          |                        |               | Japán (JPN) · Nakagava Szeiicsiró · Júdai Nitta · Vatanabe Kazunari · 42,747 |                        |              |                                        | Franciaország (FRA) · Grégory Baugé · Michael D'almeida · Kévin Sireau · 42,600 |          |
| Victoria Pendleton Jessica Varnish  | Női csapat   | 32,526    | 2.        |                                       |                        |          |                                    |                        |          |                        |               | Ukrajna (UKR) · Ljubov Sulika · Olena Cjosz · 33,620                         |                        |              |                                        | kiesett                                                                         | 8.       |

Üldözőversenyek
| Versenyző                                            | Versenyszám  | Selejtező | Selejtező | Elődöntő | Elődöntő  | Elődöntő | Döntő                                                                                       | Döntő     | Döntő    |
| Versenyző                                            | Versenyszám  | Idő       | Hely.     | Ellenfél Idő                                                                                                 | Saját idő | Hely.    | Ellenfél Idő                                                                                | Saját idő | Helyezés |
| ---------------------------------------------------- | ------------ | --------- | --------- | --- | --------- | -------- | ------------------------------------------------------------------------------------------- | --------- | -------- |
| Steven Burke Ed Clancy Peter Kennaugh Geraint Thomas | Férfi csapat | 3:52,499  | 1.        | Dánia (DEN) · Michael Mørkøv · Rasmus Christian Quaade · Casper von Folsach · Lasse Norman Hansen · 3:57,396 | 3:52,743  | 1.       | Ausztrália (AUS) · Jack Bobridge · Glenn O'Shea · Rohan Dennis · Michael Hepburn · 3:54,581 | 3:51,659  |          |
| Danielle King Joanna Rowsell Laura Trott             | Női csapat   | 3:15,669  | 1.        | Kanada (CAN) · Tara Whitten · Gillian Carleton · Jasmin Glaesser · 3:17,454                                  | 3:14,682  | 1.       | Egyesült Államok (USA) · Sarah Hammer · Dotsie Bausch · Lauren Tamayo · 3:19,727            | 3:14,051  |          |

Keirin
| Versenyző          | Versenyszám  | 1. forduló | 2. forduló | Döntő    | Helyezés |
| Versenyző          | Versenyszám  | Helyezés   | Helyezés   | Helyezés | Helyezés |
| ------------------ | ------------ | ---------- | ---------- | -------- | -------- |
| Chris Hoy          | Férfi keirin | 1.         | 1.         | 1.       |          |
| Victoria Pendleton | Női keirin   | 1.         | 1.         | 1.       |          |

- Az egyéni sprint és keirin versenyek résztvevőit az adott csapatversenyen indulók közül választották ki.

Omnium
| Versenyző  | Versenyszám  | 200 méter | 200 méter | 30 km-es pontverseny | 30 km-es pontverseny | Kieséses verseny | 4 km-es egyéni üldözőverseny | 4 km-es egyéni üldözőverseny | 15 km-es scratch | 15 km-es scratch | 1000 m-es időfutam | 1000 m-es időfutam | Összesítés | Összesítés |
| Versenyző  | Versenyszám  | Idő       | Hely.     | Pont                 | Hely.                | Hely.            | Eredmény                     | Hely.                        | Lekörözés        | Hely.            | Idő                | Hely.              | Pont       | Helyezés   |
| ---------- | ------------ | --------- | --------- | -------------------- | -------------------- | ---------------- | ---------------------------- | ---------------------------- | ---------------- | ---------------- | ------------------ | ------------------ | ---------- | ---------- |
| Ed Clancey | Férfi omnium | 12,556    | 1.        | 18                   | 11.                  | 5.               | 4:20,853                     | 2.                           | 1                | 10.              | 1:00,981           | 1.                 | 30         |            |

| Versenyző   | Versenyszám | 200 méter | 200 méter | 20 km-es pontverseny | 20 km-es pontverseny | Kieséses verseny | 3 km-es egyéni üldözőverseny | 3 km-es egyéni üldözőverseny | 10 km-es scratch | 10 km-es scratch | 500 m-es időfutam | 500 m-es időfutam | Összesítés | Összesítés |
| Versenyző   | Versenyszám | Idő       | Hely.     | Pont                 | Hely.                | Hely.            | Eredmény                     | Hely.                        | Lekörözés        | Hely.            | Idő               | Hely.             | Pont       | Helyezés   |
| ----------- | ----------- | --------- | --------- | -------------------- | -------------------- | ---------------- | ---------------------------- | ---------------------------- | ---------------- | ---------------- | ----------------- | ----------------- | ---------- | ---------- |
| Laura Trott | Női omnium  | 14,057    | 1.        | 14                   | 10.                  | 1.               | 3:30.547                     | 2.                           | 0                | 3.               | 35,110            | 1.                | 18.        |            |

## Kézilabda
Nagy-Britannia férfi és női csapata is a rendező ország képviseletében szerepelhetett a játékokon.

### Férfi
| Brit férfi kézilabdacsapat-játékoskeret                                                                             | Brit férfi kézilabdacsapat-játékoskeret                                                                              |
| --- | --- |
| - Sebastien Edgar - Robin Garnham - Martin Hare - Mark Hawkins - Steven Larsson - Chris McDermott - Daniel McMillan | - Christopher Mohr - Jesper Parker - John Pearce - Sebastian Prieto - Gawain Vincent - Bobby White - Ciaran Williams |

#### Eredmények
Csoportkör
A csoport
| Csapat               | M | Gy | D | V | G+  | G–  | Gk  | P  |
| -------------------- | - | -- | - | - | --- | --- | --- | -- |
| Izland (ISL)         | 5 | 5  | 0 | 0 | 167 | 132 | +35 | 10 |
| Franciaország (FRA)  | 5 | 4  | 0 | 1 | 159 | 110 | +49 | 8  |
| Svédország (SWE)     | 5 | 3  | 0 | 2 | 156 | 115 | +41 | 6  |
| Tunézia (TUN)        | 5 | 2  | 0 | 3 | 121 | 125 | −4  | 4  |
| Argentína (ARG)      | 5 | 1  | 0 | 4 | 113 | 138 | −25 | 2  |
| Nagy-Britannia (GBR) | 5 | 0  | 0 | 5 | 96  | 182 | −86 | 0  |

| 2012. július 29. 19:30 (20:30) | Franciaország (FRA) | 44–15       | Nagy-Britannia (GBR) | Copper Box, London Nézőszám: 5000 Játékvezetők: Abdulla, Bamutref (QAT) |
| 2012. július 29. 19:30 (20:30) | Joli 11             | (21–7)      | Garnham 6            | Copper Box, London Nézőszám: 5000 Játékvezetők: Abdulla, Bamutref (QAT) |
| 2012. július 29. 19:30 (20:30) | 2× 2×               | Jegyzőkönyv | 4× 3× 1×             | Copper Box, London Nézőszám: 5000 Játékvezetők: Abdulla, Bamutref (QAT) |

| 2012. július 31. 14:30 (15:30) | Nagy-Britannia (GBR) | 19–41       | Svédország (SWE) | Copper Box, London Nézőszám: 4382 Játékvezetők: Nikolić, Stojković (SRB) |
| 2012. július 31. 14:30 (15:30) | Larsson 4            | (10–24)     | Ekberg 13        | Copper Box, London Nézőszám: 4382 Játékvezetők: Nikolić, Stojković (SRB) |
| 2012. július 31. 14:30 (15:30) | 6× 3× 1×             | Jegyzőkönyv | 4× 3×            | Copper Box, London Nézőszám: 4382 Játékvezetők: Nikolić, Stojković (SRB) |

| 2012. augusztus 2. 16:15 (17:15) | Nagy-Britannia (GBR) | 21–32       | Argentína (ARG) | Copper Box, London Nézőszám: 4581 Játékvezetők: Coulibaly, Diabate (CIV) |
| 2012. augusztus 2. 16:15 (17:15) | Larsson 6            | (11–16)     | S. Simonet 6    | Copper Box, London Nézőszám: 4581 Játékvezetők: Coulibaly, Diabate (CIV) |
| 2012. augusztus 2. 16:15 (17:15) | 4× 4×                | Jegyzőkönyv | 3× 3×           | Copper Box, London Nézőszám: 4581 Játékvezetők: Coulibaly, Diabate (CIV) |

| 2012. augusztus 4. 9:30 (10:30) | Tunézia (TUN) | 34–17       | Nagy-Britannia (GBR) | Copper Box, London Nézőszám: 4319 Játékvezetők: Gubica, Milošević (CRO) |
| 2012. augusztus 4. 9:30 (10:30) | Toumi 10      | (14–8)      | Edgar 5              | Copper Box, London Nézőszám: 4319 Játékvezetők: Gubica, Milošević (CRO) |
| 2012. augusztus 4. 9:30 (10:30) | 5× 3×         | Jegyzőkönyv | 6× 3×                | Copper Box, London Nézőszám: 4319 Játékvezetők: Gubica, Milošević (CRO) |

| 2012. augusztus 6. 16:15 (17:15) | Izland (ISL) | 41–24       | Nagy-Britannia (GBR) | Copper Box, London Nézőszám: 4856 Játékvezetők: Abdulla, Bamutref (QAT) |
| 2012. augusztus 6. 16:15 (17:15) | Sigurðsson 8 | (18–15)     | Larsson 9            | Copper Box, London Nézőszám: 4856 Játékvezetők: Abdulla, Bamutref (QAT) |
| 2012. augusztus 6. 16:15 (17:15) | 4× 3×        | Jegyzőkönyv | 5× 3×                | Copper Box, London Nézőszám: 4856 Játékvezetők: Abdulla, Bamutref (QAT) |

| Csapat               | Helyezés |
| -------------------- | -------- |
| Nagy-Britannia (GBR) | 12.      |

### Női
| Brit női kézilabdacsapat-játékoskeret                                                                           | Brit női kézilabdacsapat-játékoskeret                                                                              |
| --- | --- |
| - Lyn Byl - Kelsi Fairbrother - Kathryn Fudge - Marie Gerbron - Britt Goodwin - Sarah Hargreaves - Nina Heglund | - Louise Jukes - Holly Lam-Moores - Yvonne Leuthold - Jane Mayes - Lynn McCafferty - Ewa Palies - Zoe van der Weel |

#### Eredmények
Csoportkör
A csoport
| Csapat               | M | Gy | D | V | G+  | G–  | Gk  | P |
| -------------------- | - | -- | - | - | --- | --- | --- | - |
| Brazília (BRA)       | 5 | 4  | 0 | 1 | 137 | 122 | +15 | 8 |
| Horvátország (CRO)   | 5 | 4  | 0 | 1 | 145 | 115 | +30 | 8 |
| Oroszország (RUS)    | 5 | 3  | 1 | 1 | 151 | 125 | +26 | 7 |
| Montenegró (MNE)     | 5 | 2  | 1 | 2 | 137 | 123 | +14 | 5 |
| Angola (ANG)         | 5 | 1  | 0 | 4 | 132 | 142 | −10 | 2 |
| Nagy-Britannia (GBR) | 5 | 0  | 0 | 5 | 91  | 166 | −75 | 0 |

| 2012. július 28. 19:30 (20:30) | Montenegró (MNE) | 31–19       | Nagy-Britannia (GBR) | Copper Box, London Nézőszám: 3941 Játékvezetők: Duţă, Florescu (ROU) |
| 2012. július 28. 19:30 (20:30) | A. Bulatović 5   | (18–12)     | Gerbron 6            | Copper Box, London Nézőszám: 3941 Játékvezetők: Duţă, Florescu (ROU) |
| 2012. július 28. 19:30 (20:30) | 4× 3×            | Jegyzőkönyv | 5× 3×                | Copper Box, London Nézőszám: 3941 Játékvezetők: Duţă, Florescu (ROU) |

| 2012. július 30. 14:30 (15:30) | Nagy-Britannia (GBR) | 16–37       | Oroszország (RUS)        | Copper Box, London Nézőszám: 4596 Játékvezetők: C. Bonaventura, J. Bonaventura (FRA) |
| 2012. július 30. 14:30 (15:30) | Byl 5                | (8–17)      | Turej, Csernoivanyenko 5 | Copper Box, London Nézőszám: 4596 Játékvezetők: C. Bonaventura, J. Bonaventura (FRA) |
| 2012. július 30. 14:30 (15:30) | 1× 3×                | Jegyzőkönyv | 4× 2×                    | Copper Box, London Nézőszám: 4596 Játékvezetők: C. Bonaventura, J. Bonaventura (FRA) |

| 2012. augusztus 1. 16:15 (17:15) | Nagy-Britannia (GBR) | 17–30       | Brazília (BRA) | Copper Box, London Nézőszám: 4622 Játékvezetők: Coulibaly, Diabate (CIV) |
| 2012. augusztus 1. 16:15 (17:15) | Byl 5                | (8–17)      | Rodrigues 7    | Copper Box, London Nézőszám: 4622 Játékvezetők: Coulibaly, Diabate (CIV) |
| 2012. augusztus 1. 16:15 (17:15) | 3× 2×                | Jegyzőkönyv | 3× 3×          | Copper Box, London Nézőszám: 4622 Játékvezetők: Coulibaly, Diabate (CIV) |

| 2012. augusztus 3. 9:30 (10:30) | Angola (ANG) | 31–25       | Nagy-Britannia (GBR) | Copper Box, London Nézőszám: 4081 Játékvezetők: Florescu, Duţă (ROU) |
| 2012. augusztus 3. 9:30 (10:30) | Almeida 8    | (14–10)     | Gerbron 9            | Copper Box, London Nézőszám: 4081 Játékvezetők: Florescu, Duţă (ROU) |
| 2012. augusztus 3. 9:30 (10:30) | 3× 2×        | Jegyzőkönyv | 1× 3×                | Copper Box, London Nézőszám: 4081 Játékvezetők: Florescu, Duţă (ROU) |

| 2012. augusztus 5. 16:15 (17:15) | Horvátország (CRO) | 37–14       | Nagy-Britannia (GBR) | Copper Box, London Nézőszám: 4792 Játékvezetők: Marina, Minore (ARG) |
| 2012. augusztus 5. 16:15 (17:15) | három játékos 5    | (17–6)      | Fairbrother 3        | Copper Box, London Nézőszám: 4792 Játékvezetők: Marina, Minore (ARG) |
| 2012. augusztus 5. 16:15 (17:15) | 3× 3×              | Jegyzőkönyv | 4× 3×                | Copper Box, London Nézőszám: 4792 Játékvezetők: Marina, Minore (ARG) |

| Csapat               | Helyezés |
| -------------------- | -------- |
| Nagy-Britannia (GBR) | 12.      |

## Kosárlabda
A kosárlabda az egyetlen olyan sportág, melyben annak ellenére nem tudták garantálni Nagy-Britanniának az indulás jogát, hogy itt rendezték az olimpiát. 2011-ben az FIBA megígérte, hogy mind a férfi, mind a női válogatott indulhat a játékokon. 2006-ig külön csapata volt Angliának, Skóciának Walesnek és Észak-Írországnak is

### Férfi
| Brit férfi kosárlabdacsapat-játékoskeret                                                  | Brit férfi kosárlabdacsapat-játékoskeret                                                           |
| ----------------------------------------------------------------------------------------- | -------------------------------------------------------------------------------------------------- |
| - Kieron Achara - Robert Archibald - Eric Boateng - Dan Clark - Luol Deng - Joel Freeland | - Kyle Johnson - Andrew Lawrence - Mike Lenzly - Pops Mensah-Bonsu - Nate Reinking - Drew Sullivan |

#### Eredmények
Csoportkör
| Csapat               | M | Gy | V | P+  | P–  | Pk   | PA    | P |
| -------------------- | - | -- | - | --- | --- | ---- | ----- | - |
| Oroszország (RUS)    | 5 | 4  | 1 | 400 | 359 | +41  | 1,114 | 9 |
| Brazília (BRA)       | 5 | 4  | 1 | 402 | 349 | +47  | 1,152 | 9 |
| Spanyolország (ESP)  | 5 | 3  | 2 | 414 | 394 | +26  | 1,051 | 8 |
| Ausztrália (AUS)     | 5 | 3  | 2 | 410 | 373 | +37  | 1,099 | 8 |
| Nagy-Britannia (GBR) | 5 | 1  | 4 | 380 | 405 | −25  | 0,938 | 6 |
| Kína (CHN)           | 5 | 0  | 5 | 313 | 439 | −126 | 0,713 | 5 |

| 2012. július 29. 20:00 (21:00) | Oroszország (RUS)                        | 95–75     | Nagy-Britannia (GBR) | Basketball Arena, London Játékvezetők: Pablo Estévez (ARG), Jorge Vázquez (PUR), Stephen Seibel (CAN) |
| 2012. július 29. 20:00 (21:00) | (24–19, 25–15, 22–24, 24–17) Jegyzőkönyv |           |                      | Basketball Arena, London Játékvezetők: Pablo Estévez (ARG), Jorge Vázquez (PUR), Stephen Seibel (CAN) |
| 2012. július 29. 20:00 (21:00) | Kirilenko 35                             | Pont      | Deng 26              | Basketball Arena, London Játékvezetők: Pablo Estévez (ARG), Jorge Vázquez (PUR), Stephen Seibel (CAN) |
| 2012. július 29. 20:00 (21:00) | Sved 6                                   | Lepattanó | Freeland 10          | Basketball Arena, London Játékvezetők: Pablo Estévez (ARG), Jorge Vázquez (PUR), Stephen Seibel (CAN) |
| 2012. július 29. 20:00 (21:00) | Sved 13                                  | Gólpassz  | Deng, Reinking 3     | Basketball Arena, London Játékvezetők: Pablo Estévez (ARG), Jorge Vázquez (PUR), Stephen Seibel (CAN) |

| 2012. július 31. 16:45 (17:45) | Nagy-Britannia (GBR)                    | 62–67     | Brazília (BRA)  | Basketball Arena, London Játékvezetők: Recep Ankaralı (TUR), Ilija Belošević (SRB), Fernando Sampietro (ARG) |
| 2012. július 31. 16:45 (17:45) | (11–4, 16–23, 16–21, 19-19) Jegyzőkönyv |           |                 | Basketball Arena, London Játékvezetők: Recep Ankaralı (TUR), Ilija Belošević (SRB), Fernando Sampietro (ARG) |
| 2012. július 31. 16:45 (17:45) | Mensah-Bonsu, Reinking 13               | Pont      | Splitter 21     | Basketball Arena, London Játékvezetők: Recep Ankaralı (TUR), Ilija Belošević (SRB), Fernando Sampietro (ARG) |
| 2012. július 31. 16:45 (17:45) | Mensah-Bonsu 12                         | Lepattanó | három játékos 6 | Basketball Arena, London Játékvezetők: Recep Ankaralı (TUR), Ilija Belošević (SRB), Fernando Sampietro (ARG) |
| 2012. július 31. 16:45 (17:45) | Deng 7                                  | Gólpassz  | Huertas 8       | Basketball Arena, London Játékvezetők: Recep Ankaralı (TUR), Ilija Belošević (SRB), Fernando Sampietro (ARG) |

| 2012. augusztus 2. 20:00 (21:00) | Spanyolország (ESP)                      | 79–78     | Nagy-Britannia (GBR) | Basketball Arena, London Játékvezetők: William Kennedy (USA), Saša Pukl (SLO), Oļegs Latiševs (LAT) |
| 2012. augusztus 2. 20:00 (21:00) | (24–15, 13–14, 24–19, 18–30) Jegyzőkönyv |           |                      | Basketball Arena, London Játékvezetők: William Kennedy (USA), Saša Pukl (SLO), Oļegs Latiševs (LAT) |
| 2012. augusztus 2. 20:00 (21:00) | Calderón 19                              | Pont      | Deng 26              | Basketball Arena, London Játékvezetők: William Kennedy (USA), Saša Pukl (SLO), Oļegs Latiševs (LAT) |
| 2012. augusztus 2. 20:00 (21:00) | San Emeterio 10                          | Lepattanó | Deng 9               | Basketball Arena, London Játékvezetők: William Kennedy (USA), Saša Pukl (SLO), Oļegs Latiševs (LAT) |
| 2012. augusztus 2. 20:00 (21:00) | Fernández 7                              | Gólpassz  | Deng 7               | Basketball Arena, London Játékvezetők: William Kennedy (USA), Saša Pukl (SLO), Oļegs Latiševs (LAT) |

| 2012. augusztus 4. 20:00 (21:00) | Nagy-Britannia (GBR)                     | 75–106    | Ausztrália (AUS) | Basketball Arena, London Játékvezetők: Juan Arteaga (ESP), José Carrion (PUR), Robert Lottermoser (GER) |
| 2012. augusztus 4. 20:00 (21:00) | (25–18, 21–18, 14–30, 15–40) Jegyzőkönyv |           |                  | Basketball Arena, London Játékvezetők: Juan Arteaga (ESP), José Carrion (PUR), Robert Lottermoser (GER) |
| 2012. augusztus 4. 20:00 (21:00) | Freeland 16                              | Pont      | Mills 39         | Basketball Arena, London Játékvezetők: Juan Arteaga (ESP), José Carrion (PUR), Robert Lottermoser (GER) |
| 2012. augusztus 4. 20:00 (21:00) | Freeland 7                               | Lepattanó | Newley 8         | Basketball Arena, London Játékvezetők: Juan Arteaga (ESP), José Carrion (PUR), Robert Lottermoser (GER) |
| 2012. augusztus 4. 20:00 (21:00) | Archibald 4                              | Gólpassz  | Ingles, Newley 4 | Basketball Arena, London Játékvezetők: Juan Arteaga (ESP), José Carrion (PUR), Robert Lottermoser (GER) |

| 2012. augusztus 6. 16:45 (17:45) | Nagy-Britannia (GBR)                     | 90–58     | Kína (CHN)       | Basketball Arena, London Játékvezetők: Cristiano Maranho (BRA), Fernando Sampietro (ARG), Vaughan Mayberry (AUS) |
| 2012. augusztus 6. 16:45 (17:45) | (27–15, 19–16, 26–17, 18–10) Jegyzőkönyv |           |                  | Basketball Arena, London Játékvezetők: Cristiano Maranho (BRA), Fernando Sampietro (ARG), Vaughan Mayberry (AUS) |
| 2012. augusztus 6. 16:45 (17:45) | Achara 16                                | Pont      | Vang Cse-cse 11  | Basketball Arena, London Játékvezetők: Cristiano Maranho (BRA), Fernando Sampietro (ARG), Vaughan Mayberry (AUS) |
| 2012. augusztus 6. 16:45 (17:45) | Archibald 9                              | Lepattanó | Ji Csien-lien 14 | Basketball Arena, London Játékvezetők: Cristiano Maranho (BRA), Fernando Sampietro (ARG), Vaughan Mayberry (AUS) |
| 2012. augusztus 6. 16:45 (17:45) | Lawrence 6                               | Gólpassz  | Liu Vej 4        | Basketball Arena, London Játékvezetők: Cristiano Maranho (BRA), Fernando Sampietro (ARG), Vaughan Mayberry (AUS) |

| Csapat               | Helyezés |
| -------------------- | -------- |
| Nagy-Britannia (GBR) | 9.       |

### Női
| Brit női kosárlabdacsapat-játékoskeret                                                          | Brit női kosárlabdacsapat-játékoskeret                                                               |
| ----------------------------------------------------------------------------------------------- | --- |
| - Dominique Allen - Rose Anderson - Kim Butler - Stef Collins - Temi Fagbenle - Chantelle Handy | - Jo Leedham - Julie Page - Natalie Stafford - Azania Stewart - Rachael Vanderwal - Jenaya Wade-Fray |

#### Eredmények
Csoportkör
| Csapat               | M | Gy | V | P+  | P–  | Pk  | PA     | P  |
| -------------------- | - | -- | - | --- | --- | --- | ------ | -- |
| Franciaország (FRA)  | 5 | 5  | 0 | 356 | 319 | +37 | 1,116  | 10 |
| Ausztrália (AUS)     | 5 | 4  | 1 | 314 | 308 | +6  | 1,0195 | 9  |
| Oroszország (RUS)    | 5 | 3  | 2 | 281 | 259 | +22 | 1,085  | 8  |
| Kanada (CAN)         | 5 | 2  | 3 | 265 | 260 | +5  | 1,0192 | 7  |
| Brazília (BRA)       | 5 | 1  | 4 | 329 | 354 | −25 | 0,929  | 6  |
| Nagy-Britannia (GBR) | 5 | 0  | 5 | 327 | 372 | −45 | 0,879  | 5  |

| 2012. július 28. 22:15 (23:15) | Ausztrália (AUS)                         | 74–58     | Nagy-Britannia (GBR)  | Basketball Arena, London Játékvezetők: Jorge Carrion (PUR), Szuguro Sóko (JPN), Borisz Rizsik (UKR) |
| 2012. július 28. 22:15 (23:15) | (16–11, 23–15, 18–16, 17–16) Jegyzőkönyv |           |                       | Basketball Arena, London Játékvezetők: Jorge Carrion (PUR), Szuguro Sóko (JPN), Borisz Rizsik (UKR) |
| 2012. július 28. 22:15 (23:15) | Jackson 18                               | Pont      | Vanderwal, Leedham 11 | Basketball Arena, London Játékvezetők: Jorge Carrion (PUR), Szuguro Sóko (JPN), Borisz Rizsik (UKR) |
| 2012. július 28. 22:15 (23:15) | Batkovic 7                               | Lepattanó | Page 7                | Basketball Arena, London Játékvezetők: Jorge Carrion (PUR), Szuguro Sóko (JPN), Borisz Rizsik (UKR) |
| 2012. július 28. 22:15 (23:15) | Richards 4                               | Gólpassz  | Stafford, Leedham 3   | Basketball Arena, London Játékvezetők: Jorge Carrion (PUR), Szuguro Sóko (JPN), Borisz Rizsik (UKR) |

| 2012. július 30. 20:00 (21:00) | Nagy-Britannia (GBR)                     | 65–73     | Kanada (CAN)            | Basketball Arena, London Játékvezetők: Juan Arteaga (ESP), Saša Pukl (SLO), Vitalis Gode (KEN) |
| 2012. július 30. 20:00 (21:00) | (15–19, 17–17, 21–19, 12–18) Jegyzőkönyv |           |                         | Basketball Arena, London Játékvezetők: Juan Arteaga (ESP), Saša Pukl (SLO), Vitalis Gode (KEN) |
| 2012. július 30. 20:00 (21:00) | Stafford, Leedham 15                     | Pont      | Thorburn 18             | Basketball Arena, London Játékvezetők: Juan Arteaga (ESP), Saša Pukl (SLO), Vitalis Gode (KEN) |
| 2012. július 30. 20:00 (21:00) | Fagbenle 6                               | Lepattanó | Pilypaitis, T. Tatham 5 | Basketball Arena, London Játékvezetők: Juan Arteaga (ESP), Saša Pukl (SLO), Vitalis Gode (KEN) |
| 2012. július 30. 20:00 (21:00) | Collins 4                                | Gólpassz  | Gabriele 7              | Basketball Arena, London Játékvezetők: Juan Arteaga (ESP), Saša Pukl (SLO), Vitalis Gode (KEN) |

| 2012. augusztus 1. 16:45 (17:45) | Nagy-Britannia (GBR)                     | 61–67     | Oroszország (RUS) | Basketball Arena, London Játékvezetők: Felicia Grinter (USA), Rabah Noujaim (LIB), Jorge Vázquez (PUR) |
| 2012. augusztus 1. 16:45 (17:45) | (14–16, 13–23, 18–13, 16–15) Jegyzőkönyv |           |                   | Basketball Arena, London Játékvezetők: Felicia Grinter (USA), Rabah Noujaim (LIB), Jorge Vázquez (PUR) |
| 2012. augusztus 1. 16:45 (17:45) | Stafford 18                              | Pont      | Beljakova 12      | Basketball Arena, London Játékvezetők: Felicia Grinter (USA), Rabah Noujaim (LIB), Jorge Vázquez (PUR) |
| 2012. augusztus 1. 16:45 (17:45) | Page 7                                   | Lepattanó | Oszipova 9        | Basketball Arena, London Játékvezetők: Felicia Grinter (USA), Rabah Noujaim (LIB), Jorge Vázquez (PUR) |
| 2012. augusztus 1. 16:45 (17:45) | Collins, Leedham 3                       | Gólpassz  | Hammon 6          | Basketball Arena, London Játékvezetők: Felicia Grinter (USA), Rabah Noujaim (LIB), Jorge Vázquez (PUR) |

| 2012. augusztus 3. 20:00 (21:00) | Franciaország (FRA)                             | 80–77 (h. u.) | Nagy-Britannia (GBR) | Basketball Arena, London Játékvezetők: Ilija Belošević (SRB), Oļegs Latiševs (LAT), Snehal Bendke (IND) |
| 2012. augusztus 3. 20:00 (21:00) | (10–13, 17–10, 20–21, 20–23, 13–10) Jegyzőkönyv |               |                      | Basketball Arena, London Játékvezetők: Ilija Belošević (SRB), Oļegs Latiševs (LAT), Snehal Bendke (IND) |
| 2012. augusztus 3. 20:00 (21:00) | Gruda, Lawson-Wade 16                           | Pont          | Leedham 29           | Basketball Arena, London Játékvezetők: Ilija Belošević (SRB), Oļegs Latiševs (LAT), Snehal Bendke (IND) |
| 2012. augusztus 3. 20:00 (21:00) | Godin 8                                         | Lepattanó     | Page, Leedham 8      | Basketball Arena, London Játékvezetők: Ilija Belošević (SRB), Oļegs Latiševs (LAT), Snehal Bendke (IND) |
| 2012. augusztus 3. 20:00 (21:00) | Godin 4                                         | Gólpassz      | Page 3               | Basketball Arena, London Játékvezetők: Ilija Belošević (SRB), Oļegs Latiševs (LAT), Snehal Bendke (IND) |

| 2012. augusztus 5. 22:15 (23:15) | Nagy-Britannia (GBR)                     | 66–78     | Brazília (BRA) | Basketball Arena, London Játékvezetők: Christos Christodoulou (GRE), William Kennedy (USA), Peng Ling (CHN) |
| 2012. augusztus 5. 22:15 (23:15) | (19–19, 17–20, 17–25, 13–14) Jegyzőkönyv |           |                | Basketball Arena, London Játékvezetők: Christos Christodoulou (GRE), William Kennedy (USA), Peng Ling (CHN) |
| 2012. augusztus 5. 22:15 (23:15) | Stafford 15                              | Pont      | dos Santos 16  | Basketball Arena, London Játékvezetők: Christos Christodoulou (GRE), William Kennedy (USA), Peng Ling (CHN) |
| 2012. augusztus 5. 22:15 (23:15) | Stafford 10                              | Lepattanó | dos Santos 13  | Basketball Arena, London Játékvezetők: Christos Christodoulou (GRE), William Kennedy (USA), Peng Ling (CHN) |
| 2012. augusztus 5. 22:15 (23:15) | Stafford 4                               | Gólpassz  | Pinto 12       | Basketball Arena, London Játékvezetők: Christos Christodoulou (GRE), William Kennedy (USA), Peng Ling (CHN) |

| Csapat               | Helyezés |
| -------------------- | -------- |
| Nagy-Britannia (GBR) | 11.      |

## Labdarúgás
Nagy-Britannia és Észak-Írország férfi olimpiai labdarúgó-válogatottja 1960 óta először szerepelt a játékokon. A csapat irányításáért az Angol labdarúgó-szövetség volt felelős, mivel Skócia, Wales és Észak-Írország nemzeti szövetségei hivatalosan nem vettek részt a folyamatban. Ennek ellenére az egész ország területéről lehetett jelentkezni a válogatottba, azonban a válogatáson nem vehettek részt azok, akik Angliát a 2012-es labdarúgó-Európa-bajnokságon képviselték. David Beckham, a válogatott egykori kapitánya, a londoni olimpiai kampány egyik arca azt kérte, hogy hadd legyen ő az egyike annak a három, 23 év fölötti játékosnak, aki szerepel a csapatban. A férfi válogatott kapitánya Stuart Pearce, a nőké pedig Hope Powell volt.

### Férfi
| #             | Név              | Klub                    | Születési idő                   | Mérkőzés | Gól     | Sárga lap | sárga lap · 2. sárga lap · kiállítva | kiállítva |
| Kapusok       | Kapusok          | Kapusok                 | Kapusok                         | Kapusok  | Kapusok | Kapusok   | Kapusok                              | Kapusok   |
| ------------- | ---------------- | ----------------------- | ------------------------------- | -------- | ------- | --------- | ------------------------------------ | --------- |
| 1             | Jack Butland     | Birmingham City FC      | 1993. március 10. (19 évesen)   | 4        | 0       | 0         | 0                                    | 0         |
| 18            | Jason Steele     | Middlesbrough FC        | 1990. augusztus 18. (21 évesen) | 0        | 0       | 0         | 0                                    | 0         |
| Védők         |                  |                         |                                 |          |         |           |                                      |           |
| 2             | Neil Taylor      | Swansea City AFC        | 1989. február 7. (23 évesen)    | 4        | 0       | 1         | 0                                    | 0         |
| 3             | Ryan Bertrand    | Chelsea FC              | 1989. augusztus 5. (22 évesen)  | 3        | 0       | 0         | 0                                    | 0         |
| 4             | Danny Rose       | Tottenham Hotspur FC    | 1990. július 2. (22 évesen)     | 3        | 0       | 0         | 0                                    | 0         |
| 5             | Steven Caulker   | Tottenham Hotspur FC    | 1991. december 29. (20 évesen)  | 4        | 0       | 0         | 0                                    | 0         |
| 6             | Craig Dawson     | West Bromwich Albion FC | 1990. május 6. (22 évesen)      | 2        | 0       | 0         | 0                                    | 0         |
| 12            | James Tomkins    | West Ham United FC      | 1989. március 29. (23 évesen)   | 1        | 0       | 0         | 0                                    | 0         |
| 14            | Micah Richards*  | Manchester City FC      | 1988. június 24. (24 évesen)    | 4        | 0       | 0         | 0                                    | 0         |
| Középpályások |                  |                         |                                 |          |         |           |                                      |           |
| 7             | Tom Cleverley    | Manchester United FC    | 1989. augusztus 12. (22 évesen) | 4        | 0       | 0         | 0                                    | 0         |
| 8             | Joe Allen        | Swansea City AFC        | 1990. március 14. (22 évesen)   | 4        | 0       | 1         | 0                                    | 0         |
| 11            | Ryan Giggs*      | Manchester United FC    | 1973. november 29. (38 évesen)  | 3        | 1       | 0         | 0                                    | 0         |
| 13            | Jack Cork        | Southampton FC          | 1989. június 25. (23 évesen)    | 3        | 0       | 0         | 0                                    | 0         |
| 15            | Aaron Ramsey     | Arsenal FC              | 1990. december 26. (21 évesen)  | 4        | 1       | 1         | 0                                    | 0         |
| 16            | Scott Sinclair   | Swansea City AFC        | 1989. március 25. (23 évesen)   | 3        | 1       | 0         | 0                                    | 0         |
| Csatárok      |                  |                         |                                 |          |         |           |                                      |           |
| 9             | Daniel Sturridge | Chelsea FC              | 1989. szeptember 1. (22 évesen) | 4        | 2       | 1         | 0                                    | 0         |
| 10            | Craig Bellamy*   | Liverpool FC            | 1979. július 13. (33 évesen)    | 4        | 1       | 1         | 0                                    | 0         |
| 17            | Marvin Sordell   | Bolton Wanderers FC     | 1991. február 17. (21 évesen)   | 2        | 0       | 0         | 0                                    | 0         |

* - túlkoros játékos

#### Eredmények
Csoportkör
A csoport
| Csapat                        | M | Gy | D | V | Rg | Kg | Gk | P |
| ----------------------------- | - | -- | - | - | -- | -- | -- | - |
| Nagy-Britannia (GBR)          | 3 | 2  | 1 | 0 | 5  | 2  | +3 | 7 |
| Szenegál (SEN)                | 3 | 1  | 2 | 0 | 4  | 2  | +2 | 5 |
| Uruguay (URU)                 | 3 | 1  | 0 | 2 | 2  | 4  | –2 | 3 |
| Egyesült Arab Emírségek (UAE) | 3 | 0  | 1 | 2 | 3  | 6  | –3 | 1 |

| 2012. július 26. 20:00 (21:00) |

| Nagy-Britannia (GBR) | 1–1               | Szenegál (SEN) |
| -------------------- | ----------------- | -------------- |
| Bellamy 20'          | (1–0) Jegyzőkönyv | Konaté 82'     |

| Old Trafford, Manchester Nézőszám: 72 176 Játékvezető: Ravshan Ermatov (üzbég) |

| 2012. július 29. 19:45 (20:45) |

| Nagy-Britannia (GBR)                 | 3–1               | Egyesült Arab Emírségek (UAE) |
| ------------------------------------ | ----------------- | ----------------------------- |
| Giggs 16' Sinclair 73' Sturridge 76' | (1–0) Jegyzőkönyv | R. Ísza 60'                   |

| Wembley Stadion, London Nézőszám: 85 137 Játékvezető: Roberto García (mexikói) |

| 2012. augusztus 1. 19:45 (20:45) |

| Nagy-Britannia (GBR) | 1–0               | Uruguay (URU) |
| -------------------- | ----------------- | ------------- |
| Sturridge 45+1'      | (1–0) Jegyzőkönyv |               |

| Millennium Stadion, Cardiff Nézőszám: 70 438 Játékvezető: Nisimura Júicsi (japán) |

Negyeddöntő
| 2012. augusztus 4. 19:30 (20:30) |

| Nagy-Britannia (GBR)                    | 1–1 (h. u.)                 | Dél-Korea (KOR)                                                 |
| --------------------------------------- | --------------------------- | --------------------------------------------------------------- |
| Ramsey 36' (11-esből)                   | (1–1, 1–1, 1–1) Jegyzőkönyv | Csi Dongvon 29'                                                 |
| Büntetőpárbaj                           |                             |                                                                 |
| Ramsey Cleverley Dawson Giggs Sturridge | 4–5                         | Ku Dzsacshol Pek Szongdong Hvang Szokho Pak Csongu Ki Szongjong |

| Millennium Stadion, Cardiff Nézőszám: 70 171 Játékvezető: Wilmar Roldán (kolumbiai) |

| Csapat               | Helyezés |
| -------------------- | -------- |
| Nagy-Britannia (GBR) | 5.       |

### Női
| #             | Név             | Klub                 | Születési idő                   | Mérkőzés | Gól     | Sárga lap | sárga lap · 2. sárga lap · kiállítva | kiállítva |
| Kapusok       | Kapusok         | Kapusok              | Kapusok                         | Kapusok  | Kapusok | Kapusok   | Kapusok                              | Kapusok   |
| ------------- | --------------- | -------------------- | ------------------------------- | -------- | ------- | --------- | ------------------------------------ | --------- |
| 1             | Karen Bardsley  | Linköpings FC        | 1984. október 14. (27 évesen)   | 4        | 0       | 0         | 0                                    | 0         |
| 18            | Rachel Brown    | Everton              | 1980. július 2. (32 évesen)     | 0        | 0       | 0         | 0                                    | 0         |
| Védők         |                 |                      |                                 |          |         |           |                                      |           |
| 2             | Alex Scott      | Arsenal WFC          | 1984. október 14. (27 évesen)   | 4        | 0       | 0         | 0                                    | 0         |
| 3             | Steph Houghton  | Arsenal WFC          | 1988. április 23. (24 évesen)   | 4        | 3       | 0         | 0                                    | 0         |
| 5             | Sophie Bradley  | Lincoln Ladies       | 1989. október 20. (22 évesen)   | 3        | 0       | 0         | 0                                    | 0         |
| 6             | Casey Stoney    | Lincoln Ladies       | 1982. május 13. (30 évesen)     | 4        | 1       | 0         | 0                                    | 0         |
| 13            | Ifeoma Dieke    | Vittsjo GIK          | 1981. február 25. (31 évesen)   | 2        | 0       | 0         | 0                                    | 0         |
| 16            | Claire Rafferty | Chelsea              | 1989. január 11. (23 évesen)    | 0        | 0       | 0         | 0                                    | 0         |
| 19            | Dunia Susi      | Chelsea              | 1987. augusztus 10. (24 évesen) | 0        | 0       | 0         | 0                                    | 0         |
| Középpályások |                 |                      |                                 |          |         |           |                                      |           |
| 4             | Jill Scott      | Everton              | 1987. február 2. (25 évesen)    | 4        | 1       | 0         | 0                                    | 0         |
| 8             | Fara Williams   | Everton              | 1984. január 25. (28 évesen)    | 4        | 0       | 0         | 0                                    | 0         |
| 11            | Rachel Yankey   | Arsenal WFC          | 1979. november 1. (32 évesen)   | 4        | 0       | 0         | 0                                    | 0         |
| 14            | Anita Asante    | Kopparbergs/Göteborg | 1985. április 27. (27 évesen)   | 4        | 0       | 2         | 0                                    | 0         |
| Csatárok      |                 |                      |                                 |          |         |           |                                      |           |
| 7             | Karen Carney    | Birmingham City LFC  | 1987. augusztus 1. (24 évesen)  | 4        | 0       | 0         | 0                                    | 0         |
| 9             | Ellen White     | Arsenal WFC          | 1989. május 9. (23 évesen)      | 3        | 0       | 0         | 0                                    | 0         |
| 10            | Kelly Smith     | Arsenal WFC          | 1978. október 29. (33 évesen)   | 3        | 0       | 0         | 0                                    | 0         |
| 12            | Kim Little      | Arsenal WFC          | 1990. június 29. (22 évesen)    | 4        | 0       | 0         | 0                                    | 0         |
| 15            | Eniola Aluko    | Birmingham City LFC  | 1987. február 21. (25 évesen)   | 4        | 0       | 0         | 0                                    | 0         |
| 17            | Rachel Williams | Birmingham City LFC  | 1988. január 10. (24 évesen)    | 1        | 0       | 0         | 0                                    | 0         |

#### Eredmények
Csoportkör
E csoport
| Csapat               | M | Gy | D | V | Rg | Kg | Gk  | P |
| -------------------- | - | -- | - | - | -- | -- | --- | - |
| Nagy-Britannia (GBR) | 3 | 3  | 0 | 0 | 5  | 0  | +5  | 9 |
| Brazília (BRA)       | 3 | 2  | 0 | 1 | 6  | 1  | +5  | 6 |
| Új-Zéland (NZL)      | 3 | 1  | 0 | 2 | 3  | 3  | 0   | 3 |
| Kamerun (CMR)        | 3 | 0  | 0 | 3 | 1  | 11 | −10 | 0 |

| 2012. július 25. 16:00 (17:00) |

| Nagy-Britannia (GBR) | 1–0               | Új-Zéland (NZL) |
| -------------------- | ----------------- | --------------- |
| Houghton 64'         | (0–0) Jegyzőkönyv |                 |

| Millennium Stadion, Cardiff Nézőszám: 24 549 Játékvezető: Kari Seitz (amerikai) |

| 2012. július 28. 17:15 (18:15) |

| Nagy-Britannia (GBR)                 | 3–0               | Kamerun (CMR) |
| ------------------------------------ | ----------------- | ------------- |
| Stoney 18' J. Scott 23' Houghton 82' | (2–0) Jegyzőkönyv |               |

| Millennium Stadion, Cardiff Nézőszám: 31 141 Játékvezető: Hong Una (dél-koreai) |

| 2012. július 31. 19:45 (20:45) |

| Nagy-Britannia (GBR) | 1–0               | Brazília (BRA) |
| -------------------- | ----------------- | -------------- |
| Houghton 2'          | (1–0) Jegyzőkönyv |                |

| Wembley Stadion, London Nézőszám: 70 584 Játékvezető: Carol Anne Chenard (kanadai) |

Negyeddöntő
| 2012. augusztus 3. 19:30 (20:30) |

| Nagy-Britannia (GBR) | 0–2               | Kanada (CAN)             |
| -------------------- | ----------------- | ------------------------ |
|                      | (0–2) Jegyzőkönyv | Filigno 12' Sinclair 26' |

| Ricoh Arena, Coventry Nézőszám: 28 828 Játékvezető: Jamagisi Szacsiko (japán) |

| Csapat               | Helyezés |
| -------------------- | -------- |
| Nagy-Britannia (GBR) | 5.       |

## Lovaglás
Nagy-Britannia a díjlovaglás, a díjugratás és a lovastusa versenyágban is automatikusan megkapta mind a csapatversenyekben való indulási jogot, mind az egyéni versenyenkénti maximális kvótát.
Díjlovaglás
| Versenyző                                           | Ló             | Versenyszám | 1. kör | 1. kör | 2. kör | 2. kör | 3. kör  | 3. kör  | Végeredmény | Végeredmény |
| Versenyző                                           | Ló             | Versenyszám | Pont   | Hely.  | Pont   | Hely.  | Pont    | Hely.   | Pont        | Helyezés    |
| --------------------------------------------------- | -------------- | ----------- | ------ | ------ | ------ | ------ | ------- | ------- | ----------- | ----------- |
| Laura Bechtolsheimer                                | Mistral Hojris | Egyéni      | 76,839 | 7.     | 77,794 | 5.     | 80,679  | 88,000  | 84,339      |             |
| Richard Davison                                     | Hiscox Artemis | Egyéni      | 72,812 | 18.    | 70,524 | 26.    | kiesett | kiesett | kiesett     | kiesett     |
| Charlotte Dujardin                                  | Valegro        | Egyéni      | 83,663 | 1.     | 83,286 | 1.     | 86,750  | 93,429  | 90,089      |             |
| Carl Hester                                         | Uthopia        | Egyéni      | 77,720 | 5.     | 80,571 | 3.     | 77,714  | 88,000  | 82,857      | 5.          |
| Laura Bechtolsheimer Charlotte Dujardin Carl Hester | lásd feljebb   | Csapat      | 79,407 | 1.     | 80,550 | 1.     |         |         | 79,979      |             |

Díjugratás
| Versenyző                                        | Ló            | Versenyszám | Selejtező | Selejtező | Selejtező | Selejtező | Selejtező | Selejtező | Selejtező | Selejtező | Döntő   | Döntő   | Döntő   | Végeredmény | Végeredmény |
| Versenyző                                        | Ló            | Versenyszám | 1. kör    | 1. kör    | 2. kör    | 2. kör    | 2. kör    | 3. kör    | 3. kör    | 3. kör    | 1. kör  | 1. kör  | 2. kör  | Végeredmény | Végeredmény |
| Versenyző                                        | Ló            | Versenyszám | Bünt.     | Hely.     | Bünt.     | Össz.     | Hely.     | Bünt.     | Össz.     | Hely.     | Bünt.   | Hely.   | Bünt.   | Bünt.       | Helyezés    |
| ------------------------------------------------ | ------------- | ----------- | --------- | --------- | --------- | --------- | --------- | --------- | --------- | --------- | ------- | ------- | ------- | ----------- | ----------- |
| Scott Brash                                      | Hello Sanctos | Egyéni      | 4         | 42.       | 4         | 8         | 31.       | 0         | 8         | 11.       | 0       | 1.      | 4       | 4           | 5.          |
| Peter Charles                                    | Vindicat W    | Egyéni      | 10        | 65.       | kiesett   | kiesett   | kiesett   | kiesett   | kiesett   | kiesett   | kiesett | kiesett | kiesett | kiesett     | kiesett     |
| Ben Maher                                        | Tripple X III | Egyéni      | 0         | 1.        | 0         | 0         | 1.        | 4         | 4         | 4.        | 4       | 11.     | 4       | 8           | 9.          |
| Nick Skelton                                     | Big Star      | Egyéni      | 0         | 1.        | 0         | 0         | 1.        | 0         | 0         | 1.        | 0       | 1.      | 4       | 4           | 5.          |
| Scott Brash Peter Charles Ben Maher Nick Skelton | lásd feljebb  | Csapat      |           |           |           |           |           |           |           |           | 4       | 2.      | 4       | 8           | *           |

Lovastusa
| Versenyző                                                       | Ló                | Versenyszám | Díjlovaglás | Díjlovaglás | Tereplovaglás | Tereplovaglás | Tereplovaglás | Díjugratás | Díjugratás  | Díjugratás | Díjugratás | Végeredmény | Végeredmény |
| Versenyző                                                       | Ló                | Versenyszám | Díjlovaglás | Díjlovaglás | Tereplovaglás | Tereplovaglás | Tereplovaglás | Selejtező  | Selejtező   | Selejtező  | Döntő      | Végeredmény | Végeredmény |
| Versenyző                                                       | Ló                | Versenyszám | Bünt.       | Hely.       | Bünt.         | Bünt. össz.   | Hely.         | Bünt.      | Bünt. össz. | Hely.      | Bünt.      | Bünt.       | Helyezés    |
| --------------------------------------------------------------- | ----------------- | ----------- | ----------- | ----------- | ------------- | ------------- | ------------- | ---------- | ----------- | ---------- | ---------- | ----------- | ----------- |
| Tina Cook                                                       | Miners Frolic     | Egyéni      | 42,00       | 14.         | 0,00          | 42,00         | 5.            | 1,00       | 43,00       | 4.         | 8,00       | 51,00       | 6.          |
| William Fox-Pitt                                                | Lionheart         | Egyéni      | 44,10       | 17.         | 9,20          | 53,30         | 22.           | 0,00       | 53,30       | 15.        | kiesett    | 53,30       | 15.         |
| Nicola Wilson                                                   | Opposition Buzz   | Egyéni      | 51,70       | 39.         | 0,00          | 51,70         | 20.           | 4,00       | 55,70       | 19.        | kiesett    | 55,70       | 19.         |
| Mary King                                                       | Imperial Cavalier | Egyéni      | 40,90       | 12.         | 1,20          | 42,10         | 6.            | 0,00       | 42,10       | 3.         | 8,00       | 50,10       | 5.          |
| Zara Phillips                                                   | High Kingdom      | Egyéni      | 46,10       | 24.         | 0,00          | 46,00         | 10.           | 7,00       | 53,00       | 14.        | 0,00       | 53,00       | 8.          |
| Tina Cook William Fox-Pitt Piggy French Mary King Zara Phillips | lásd feljebb      | Csapat      | 127,00      | 3           | 3,20          | 130,20        | 2.            |            |             |            | 8,00       | 138,20      |             |

* - egy másik csapattal azonos eredményt ért el, az aranyéremről szétugratás döntött. 0 büntetőponttal az 1. helyen végzett, így aranyérmes lett.

## Műugrás
Rendező országként Nagy-Britannia automatikusan kvótát kapott minden szinkronugrásos versenyszámban, de az egyéni versenyzőknek a szokásos versenyeken kellett megmutatniuk, hogy képesek elérni az adott szintidőket. A 2011-ben megrendezett úszó-világbajnokságon valamint a 2012-ben szintén Londonban rendezett FINA műugró-világbajnokságon Nagy-Britannia minden versenyszámban megszerezte a rendezvényenkénti maximális 2 kvótát.
Férfi
| Versenyző                       | Versenyszám          | Selejtező | Selejtező | Elődöntő | Elődöntő | Döntő   | Döntő    |
| Versenyző                       | Versenyszám          | Pont      | Helyezés  | Pont     | Helyezés | Pont    | Helyezés |
| ------------------------------- | -------------------- | --------- | --------- | -------- | -------- | ------- | -------- |
| Chris Mears                     | Egyéni műugrás       | 436,05    | 18.       | 461,00   | 9.       | 439,75  | 9.       |
| Jack Laugher                    | Egyéni műugrás       | 330,00    | 27.       | kiesett  | kiesett  | kiesett | kiesett  |
| Tom Daley                       | Egyéni toronyugrás   | 448,45    | 15.       | 521,10   | 4.       | 556,95  |          |
| Peter Waterfield                | Egyéni toronyugrás   | 412,45    | 23.       | kiesett  | kiesett  | kiesett | kiesett  |
| Chris Mears Nick Robinson-Baker | Szinkron műugrás     |           |           |          |          | 432,60  | 5.       |
| Tom Daley Peter Waterfield      | Szinkron toronyugrás |           |           |          |          | 454,65  | 4.       |

Női
| Versenyző                       | Versenyszám          | Selejtező | Selejtező | Elődöntő | Elődöntő | Döntő   | Döntő    |
| Versenyző                       | Versenyszám          | Pont      | Helyezés  | Pont     | Helyezés | Pont    | Helyezés |
| ------------------------------- | -------------------- | --------- | --------- | -------- | -------- | ------- | -------- |
| Hannah Starling                 | Egyéni műugrás       | 298,95    | 17.       | 313,95   | 13.      | kiesett | kiesett  |
| Rebecca Gallantree              | Egyéni műugrás       | 299,25    | 16.       | 267,10   | 18.      | kiesett | kiesett  |
| Monique Gladding                | Egyéni toronyugrás   | 301,45    | 19.       | kiesett  | kiesett  | kiesett | kiesett  |
| Stacie Powell                   | Egyéni toronyugrás   | 287,30    | 20.       | kiesett  | kiesett  | kiesett | kiesett  |
| Alicia Blagg Rebecca Gallantree | Szinkron műugrás     |           |           |          |          | 285,60  | 7.       |
| Sarah Barrow Tonia Couch        | Szinkron toronyugrás |           |           |          |          | 321,72  | 5.       |

## Ökölvívás
Nagy-Britannia a rendező ország jogán öt férfi és egy női versenyzőt automatikusan indíthatott az olimpián, azonban a 2011-es világbajnokságon öt ökölvívó bebiztosította a helyét, így érvényét vesztették a rendezőként megszerzett indulási helyek.
A világbajnokság után Andrew Selby és Khalid Yafai is indulási jogot szerzett légsúlyban. A nemzeti olimpiai bizottságok egy versenyszámban csak egy indulót nevezhettek, de mivel mindketten bejutottak a kvalifikációt érő helyekre, így egy szétcsapásra került sor. Ezt a 2011-es brit ökölvívó bajnokságon rendezték meg a York Hallban. Az első menetet Selby nyerte meg, és a második összecsapás előtt Yafai 300 grammal többet nyomott a kelleténél. Ezzel eldőlt, hogy Selby képviselhette Nagy-Britanniát az olimpián.
Ezután az AIBA európai kvalifikációs tornáján további két versenyző, Josh Taylor és Anthony Ogogo szerzett indulási jogot.
A női versenyszámok kvalifikációs tornája a 2012-ben megrendezett AIBA női világbajnokság volt, máshol nem lehetett részvételi jogot szerezni. 2012. május 16-án Natasha Jonas a 60 kg-os, míg Nicola Adams az 51 kg-os kategóriában szerzett részvételi jogot. Ennek az lett a következménye, hogy a rendezésből adódó kvótákat visszavonták. 2012. május 18-án Savannah Marshall a 75 kg-osok között szerzett kvótát, és ezzel az első olimpián, amin bevezették a női versenyszámokat, Nagy-Britannia minden súlycsoportban képviseltette magát.
Férfi
| Versenyző      | Versenyszám     | Selejtező                     | Nyolcaddöntő                       | Negyeddöntő                            | Elődöntő                        | Döntő                             | Helyezés |
| Versenyző      | Versenyszám     | Ellenfél Eredmény             | Ellenfél Eredmény                  | Ellenfél Eredmény                      | Ellenfél Eredmény               | Ellenfél Eredmény                 | Helyezés |
| -------------- | --------------- | ----------------------------- | ---------------------------------- | -------------------------------------- | ------------------------------- | --------------------------------- | -------- |
| Andrew Selby   | Légsúly         | erőnyerő                      | Ilijasz Szulejmenov (KAZ) · 19–15  | Robeisy Ramírez (CUB) · 11–16          | kiesett                         | kiesett                           | 5.       |
| Luke Campbell  | Harmatsúly      | erőnyerő                      | Vittorio Parrinello (ITA) · 11–9   | Detelin Dalakliev (BUL) · 16–15        | Simizu Szatosi (JPN) · 20–11    | John Joe Nevin (IRL) · 14–11      |          |
| Josh Taylor    | Könnyűsúly      | Robson Conceicao (BRA) · 13–9 | Domenico Valentino (ITA) · 10–15   | kiesett                                | kiesett                         | kiesett                           | 9.       |
| Tom Stalker    | Kisváltósúly    | erőnyerő                      | Manodzs Kumár (IND) · 20–16        | Urancsimegín Mönh-Erdene (MGL) · 22–23 | kiesett                         | kiesett                           | 5.       |
| Fred Evans     | Váltósúly       | Ilyas Abbadi (ALG) · 18–10    | Egidijus Kavaliauskas (LTU) · 11–7 | Custio Clayton (CAN) · 14+–14          | Tarasz Selesztyuk (UKR) · 11–10 | Szerik Szapijev (KAZ) · 9–17      |          |
| Anthony Ogogo  | Középsúly       | Junior Castillo (DOM) · 13–6  | Jevhen Hitrov (UKR) · 18+–18       | Stefan Härtel (GER) · 15–10            | Esquiva Florentino (BRA) · 9–16 | kiesett                           |          |
| Anthony Joshua | Szupernehézsúly |                               | Erislandy Savon (CUB) · 17–16      | Zhang Zhilei (CHN) · 15–11             | Ivan Dicsko (KAZ) · 13–11       | Roberto Cammarelle (ITA) · 18+–18 |          |

Női
| Versenyző         | Versenyszám | Selejtező                        | Negyeddöntő                  | Elődöntő              | Döntő                                  | Helyezés |
| Versenyző         | Versenyszám | Ellenfél Eredmény                | Ellenfél Eredmény            | Ellenfél Eredmény     | Ellenfél Eredmény                      | Helyezés |
| ----------------- | ----------- | -------------------------------- | ---------------------------- | --------------------- | -------------------------------------- | -------- |
| Nicola Adams      | Légsúly     | erőnyerő                         | Sztojka Petrova (BUL) · 16–7 | Meri Kom (IND) · 11–6 | Zsen Can-can (Ren Cancan) (CHN) · 16–7 |          |
| Natasha Jonas     | Könnyűsúly  | Quanitta Underwood (USA) · 21–13 | Katie Taylor (IRL) · 15–26   | kiesett               | kiesett                                | 5.       |
| Savannah Marshall | Középsúly   | erőnyerő                         | Marina Volnova (KAZ) · 12–16 | kiesett               | kiesett                                | 5.       |

## Öttusa
Házigazdaként Nagy-Britannia nemenként egy versenyzőt indíthatott automatikusan. Legfeljebb két férfi és két nő szerezhetett indulási jogot.
| Versenyző       | Versenyszám | Vívás    | Vívás | Vívás  | Úszás   | Úszás | Úszás | Lovaglás | Lovaglás | Lovaglás | Lovaglás | Futás/Lövészet | Futás/Lövészet | Futás/Lövészet | Futás/Lövészet | Összesen    | Összesen |
| Versenyző       | Versenyszám | Eredmény | Pont  | Hely.  | Idő     | Pont  | Hely. | Idő      | Hibapont | Pont     | Hely.    | Lövőhiba       | Idő            | Pont           | Hely.          | Összes pont | Helyezés |
| --------------- | ----------- | -------- | ----- | ------ | ------- | ----- | ----- | -------- | -------- | -------- | -------- | -------------- | -------------- | -------------- | -------------- | ----------- | -------- |
| Sam Weale       | Férfi       | 17–18    | 808   | 13.*** | 2:03,40 | 1320  | 12.   | 76,68    | 24       | 1176     | 7.       | 11             | 11:00,00       | 2360           | 22.            | 5664        | 13.      |
| Nick Woodbridge | Férfi       | 17–18    | 808   | 13.*** | 1:57,32 | 1396  | 2.    | 81,22    | 44       | 1156     | 11.      | 11             | 11:01,66       | 2356           | 23.            | 5716        | 10.      |
| Samantha Murray | Női         | 18–17    | 832   | 16.*   | 2:08,20 | 1264  | 2.    | 80,27    | 60       | 1140     | 13.      | 8              | 12:00,59       | 2120           | 10.            | 5356        |          |
| Mhairi Spence   | Női         | 19–16    | 856   | 11.**  | 2:16,51 | 1164  | 10.   | 81,85    | 104      | 1096     | 25.      | 2              | 12:46,23       | 1936           | 28.            | 5052        | 21.      |

* - két másik versenyzővel azonos eredményt ért el

** - négy másik versenyzővel azonos eredményt ért el

*** - hat másik versenyzővel azonos eredményt ért el

## Röplabda

### Férfi
| Brit férfi röplabdacsapat-játékoskeret                                                            | Brit férfi röplabdacsapat-játékoskeret                                                     |
| ------------------------------------------------------------------------------------------------- | ------------------------------------------------------------------------------------------ |
| - Dami Bakare - Peter Bakare - Nathan French - Jason Haldane - Daniel Hunter - Christopher Lamont | - Mark McGivern - Joel Miller - Kieran O'Malley - Andrew Pink - Ben Pipes - Mark Plotyczer |

#### Eredmények
Csoportkör
A csoportkör
|                      |      | Mérkőzések | Mérkőzések | Szettek | Szettek | Szettek | Pontok | Pontok | Pontok |
| Csapat               | Pont | Gy         | V          | Sz+     | Sz–     | SzA     | P+     | P–     | PA     |
| -------------------- | ---- | ---------- | ---------- | ------- | ------- | ------- | ------ | ------ | ------ |
| Bulgária (BUL)       | 12   | 4          | 1          | 13      | 4       | 3,250   | 407    | 390    | 1,044  |
| Lengyelország (POL)  | 9    | 3          | 2          | 11      | 7       | 1,571   | 433    | 374    | 1,158  |
| Argentína (ARG)      | 9    | 3          | 2          | 10      | 7       | 1,429   | 382    | 367    | 1,041  |
| Olaszország (ITA)    | 8    | 3          | 2          | 10      | 9       | 1,111   | 426    | 413    | 1,031  |
| Ausztrália (AUS)     | 7    | 2          | 3          | 8       | 10      | 0,800   | 395    | 397    | 0,995  |
| Nagy-Britannia (GBR) | 0    | 0          | 5          | 0       | 15      | 0,000   | 274    | 376    | 0,729  |

| 2012. július 29. 9:30 (10:30) | Nagy-Britannia (GBR)              | 0–3 | Bulgária (BUL) | Earls Court Exhibition Centre, London Nézőszám: 14 000 Játékvezető: Vang Ning (CHN), Tano Akihiko (JPN) |
| 2012. július 29. 9:30 (10:30) | (18–25, 20–25, 24–26) Jegyzőkönyv |     |                | Earls Court Exhibition Centre, London Nézőszám: 14 000 Játékvezető: Vang Ning (CHN), Tano Akihiko (JPN) |

| 2012. július 31. 20:00 (21:00) | Nagy-Britannia (GBR)              | 0–3 | Ausztrália (AUS) | Earls Court Exhibition Centre, London Nézőszám: 14 000 Játékvezető: Georgios Karampetsos (GRE), Rogerio Espicalsky (BRA) |
| 2012. július 31. 20:00 (21:00) | (15–25, 18–25, 20–25) Jegyzőkönyv |     |                  | Earls Court Exhibition Centre, London Nézőszám: 14 000 Játékvezető: Georgios Karampetsos (GRE), Rogerio Espicalsky (BRA) |

| 2012. augusztus 2. 22:00 (23:00) | Nagy-Britannia (GBR)              | 0–3 | Olaszország (ITA) | Earls Court Exhibition Centre, London Nézőszám: 11 500 Játékvezető: Rogerio Espicalsky (BRA), Mohamed Shaaban (EGY) |
| 2012. augusztus 2. 22:00 (23:00) | (19–25, 16–25, 20–25) Jegyzőkönyv |     |                   | Earls Court Exhibition Centre, London Nézőszám: 11 500 Játékvezető: Rogerio Espicalsky (BRA), Mohamed Shaaban (EGY) |

| 2012. augusztus 4. 11:30 (12:30) | Nagy-Britannia (GBR)              | 0–3 | Lengyelország (POL) | Earls Court Exhibition Centre, London Nézőszám: 14 900 Játékvezető: Ibrahim Al-Naama (QAT), Georgios Karampetsos (GRE) |
| 2012. augusztus 4. 11:30 (12:30) | (16–25, 19–25, 18–25) Jegyzőkönyv |     |                     | Earls Court Exhibition Centre, London Nézőszám: 14 900 Játékvezető: Ibrahim Al-Naama (QAT), Georgios Karampetsos (GRE) |

| 2012. augusztus 6. 16:45 (17:45) | Nagy-Britannia (GBR)              | 0–3 | Argentína (ARG) | Earls Court Exhibition Centre, London Nézőszám: 13 750 Játékvezető: Denny Lassi (DOM), Zorica Bjelić (SRB) |
| 2012. augusztus 6. 16:45 (17:45) | (18–25, 18–25, 15–25) Jegyzőkönyv |     |                 | Earls Court Exhibition Centre, London Nézőszám: 13 750 Játékvezető: Denny Lassi (DOM), Zorica Bjelić (SRB) |

| Csapat               | Helyezés |
| -------------------- | -------- |
| Nagy-Britannia (GBR) | 11.      |

### Női
| Brit női röplabdacsapat-játékoskeret                                                             | Brit női röplabdacsapat-játékoskeret                                                            |
| ------------------------------------------------------------------------------------------------ | ----------------------------------------------------------------------------------------------- |
| - Lynne Beattie - Maria Bertelli - Rachel Bragg - Grace Carter - Rachel Laybourne - Savanah Leaf | - Ciara Michel - Joanne Morgan - Elizabeth Reid - Janine Sandell - Jennifer Taylor - Lucy Wicks |

#### Eredmények
Csoportkör
A csoportkör
|                             |      | Mérkőzések | Mérkőzések | Szettek | Szettek | Szettek | Pontok | Pontok | Pontok |
| Csapat                      | Pont | Gy         | V          | Sz+     | Sz–     | SzA     | P+     | P–     | PA     |
| --------------------------- | ---- | ---------- | ---------- | ------- | ------- | ------- | ------ | ------ | ------ |
| Oroszország (RUS)           | 14   | 5          | 0          | 15      | 4       | 3,750   | 459    | 352    | 1,304  |
| Olaszország (ITA)           | 13   | 4          | 1          | 14      | 5       | 2,800   | 442    | 368    | 1,201  |
| Japán (JPN)                 | 9    | 3          | 2          | 11      | 6       | 1,833   | 401    | 335    | 1,197  |
| Dominikai Köztársaság (DOM) | 6    | 2          | 3          | 8       | 9       | 0,889   | 374    | 362    | 1,033  |
| Nagy-Britannia (GBR)        | 2    | 1          | 4          | 3       | 14      | 0,214   | 295    | 396    | 0,745  |
| Algéria (ALG)               | 1    | 0          | 5          | 2       | 15      | 0,133   | 252    | 410    | 0,615  |

| 2012. július 28. 14:45 (15:45) | Nagy-Britannia (GBR)              | 0–3 | Oroszország (RUS) | Earls Court Exhibition Centre, London Nézőszám: 15 000 Játékvezető: Patricia Salvatore (USA), Rogerio Espicalski (BRA) |
| 2012. július 28. 14:45 (15:45) | (19–25, 10–25, 16–25) Jegyzőkönyv |     |                   | Earls Court Exhibition Centre, London Nézőszám: 15 000 Játékvezető: Patricia Salvatore (USA), Rogerio Espicalski (BRA) |

| 2012. július 30. 22:00 (23:00) | Nagy-Britannia (GBR)                           | 3–2 | Algéria (ALG) | Earls Court Exhibition Centre, London Nézőszám: 14 000 Játékvezető: Mitchell Davidson (CAN), Janpen Jirakakul (THA) |
| 2012. július 30. 22:00 (23:00) | (22–25, 25–19, 23–25, 25–19, 15–8) Jegyzőkönyv |     |               | Earls Court Exhibition Centre, London Nézőszám: 14 000 Játékvezető: Mitchell Davidson (CAN), Janpen Jirakakul (THA) |

| 2012. augusztus 1. 16:45 (17:45) | Nagy-Britannia (GBR)              | 0–3 | Olaszország (ITA) | Earls Court Exhibition Centre, London Nézőszám: 11 800 Játékvezető: Zorica Bjelić (SRB), Denny Lassi (DOM) |
| 2012. augusztus 1. 16:45 (17:45) | (25–27, 12–25, 12–25) Jegyzőkönyv |     |                   | Earls Court Exhibition Centre, London Nézőszám: 11 800 Játékvezető: Zorica Bjelić (SRB), Denny Lassi (DOM) |

| 2012. augusztus 3. 16:45 (17:45) | Nagy-Britannia (GBR)             | 0–3 | Dominikai Köztársaság (DOM) | Earls Court Exhibition Centre, London Nézőszám: 14 000 Játékvezető: Mohamad Shaaban (EGY), Janpen Jirakakul (THA) |
| 2012. augusztus 3. 16:45 (17:45) | (9–25, 18–25, 19–25) Jegyzőkönyv |     |                             | Earls Court Exhibition Centre, London Nézőszám: 14 000 Játékvezető: Mohamad Shaaban (EGY), Janpen Jirakakul (THA) |

| 2012. augusztus 5. 14:45 (15:45) | Nagy-Britannia (GBR)              | 0–3 | Japán (JPN) | Earls Court Exhibition Centre, London Nézőszám: 14 000 Játékvezető: Michael Davidson (CAN), Mohamed Shaaban (EGY) |
| 2012. augusztus 5. 14:45 (15:45) | (19–25, 14–25, 12–25) Jegyzőkönyv |     |             | Earls Court Exhibition Centre, London Nézőszám: 14 000 Játékvezető: Michael Davidson (CAN), Mohamed Shaaban (EGY) |

| Csapat               | Helyezés |
| -------------------- | -------- |
| Nagy-Britannia (GBR) | 9.       |

### Strandröplabda

#### Férfi
| Versenyző                            | Csoportkör | Csoportkör | 16 közé jutásért  | Nyolcaddöntő      | Negyeddöntő       | Elődöntő          | Döntő             | Helyezés |
| Versenyző                            | Ellenfél Eredmény | Hely.      | Ellenfél Eredmény | Ellenfél Eredmény | Ellenfél Eredmény | Ellenfél Eredmény | Ellenfél Eredmény | Helyezés |
| ------------------------------------ | --- | ---------- | ----------------- | ----------------- | ----------------- | ----------------- | ----------------- | -------- |
| John Garcia Thompson Steve Grotowski | F csoport · Kanada (CAN) · Josh Binstock · Martin Reader · 19-21, 13-21 · Brazília (BRA) · Ricardo Santos · Pedro Cunha · 17-21, 14-21 · Norvégia (NOR) · Tarjei Skarlund · Martin Spinnangr · 20-22, 13-21 | 4.         | kiesett           | kiesett           | kiesett           | kiesett           | kiesett           | 19.      |

#### Női
| Versenyző                  | Csoportkör | Csoportkör | 16 közé jutásért                                                     | Nyolcaddöntő      | Negyeddöntő       | Elődöntő          | Döntő             | Helyezés |
| Versenyző                  | Ellenfél Eredmény | Hely.      | Ellenfél Eredmény                                                    | Ellenfél Eredmény | Ellenfél Eredmény | Ellenfél Eredmény | Ellenfél Eredmény | Helyezés |
| -------------------------- | --- | ---------- | -------------------------------------------------------------------- | ----------------- | ----------------- | ----------------- | ----------------- | -------- |
| Zara Dampney Shauna Mullin | F csoport · Kanada (CAN) · Marie-Andrée Lessard · Annie Martin · 17-21, 21-14, 15-13 · Olaszország (ITA) · Greta Cicolari · Marta Menegatti · 18-21, 12-21 · Oroszország (RUS) · Jekatyerina Homjakova · Jevgenyija Ukolova · 23-25, 13-21 | 3.         | Ausztria (AUT) · Doris Schwaiger · Stefanie Schwaiger · 15-21, 12-21 | kiesett           | kiesett           | kiesett           | kiesett           | 17.      |

## Sportlövészet
Rendező országként Nagy-Britannia kilenc versenyszámban kilenc kvótát szerzett automatikusan. Ezen felül Richard Brickell skeetben és Peter Wilson a férfi duplatrapban, Georgina Geikie pedig a női 25 méteres sportpisztoly számban szerzett indulási jogot.
A brit csapat 2012. május 28-án jelentette be a véglegesen indulók listáját.
Férfi
| Versenyző        | Versenyszám           | Selejtező | Selejtező | Döntő   | Döntő    |
| Versenyző        | Versenyszám           | Pont      | Helyezés  | Pont    | Helyezés |
| ---------------- | --------------------- | --------- | --------- | ------- | -------- |
| James Huckle     | Légpuska              | 593       | 24.       | kiesett | kiesett  |
| James Huckle     | Sportpuska, fekvő     | 591       | 29.       | kiesett | kiesett  |
| James Huckle     | Sportpuska, összetett | 1162      | 25.       | kiesett | kiesett  |
| Jonathan Hammond | Sportpuska, összetett | 1142      | 41.       | kiesett | kiesett  |
| Jonathan Hammond | Sportpuska, fekvő     | 593       | 17.       | kiesett | kiesett  |
| Edward Ling      | Trap                  | 118       | 21.       | kiesett | kiesett  |
| Peter Wilson     | Dupla trap            | 143       | 1.        | 188     |          |
| Richard Faulds   | Dupla trap            | 133       | 12.       | kiesett | kiesett  |
| Richard Brickell | Skeet                 | 118       | 12.       | kiesett | kiesett  |
| Rory Warlow      | Skeet                 | 118       | 16.       | kiesett | kiesett  |

Női
| Versenyző         | Versenyszám           | Selejtező | Selejtező | Döntő   | Döntő    |
| Versenyző         | Versenyszám           | Pont      | Helyezés  | Pont    | Helyezés |
| ----------------- | --------------------- | --------- | --------- | ------- | -------- |
| Georgina Geikie   | Légpisztoly           | 359       | 47.       | kiesett | kiesett  |
| Georgina Geikie   | Sportpisztoly         | 562       | 37.       | kiesett | kiesett  |
| Jennifer McIntosh | Légpuska              | 392       | 36.       | kiesett | kiesett  |
| Jennifer McIntosh | Sportpuska, összetett | 570       | 42.       | kiesett | kiesett  |
| Charlotte Kerwood | Trap                  | 64        | 16.       | kiesett | kiesett  |
| Elena Little      | Skeet                 | 60        | 14.       | kiesett | kiesett  |

## Súlyemelés
Férfi
| Versenyző       | Versenyszám | Szakítás | Szakítás | Lökés    | Lökés    | Összesen | Helyezés |
| Versenyző       | Versenyszám | Eredmény | Helyezés | Eredmény | Helyezés | Összesen | Helyezés |
| --------------- | ----------- | -------- | -------- | -------- | -------- | -------- | -------- |
| Gareth Evans    | 69 kg       | 130      | 17.      | 158      | 17.      | 288      | 17.      |
| Jack Oliver     | 77 kg       | 140      | 11.      | 170      | 10.      | 310      | 10.      |
| Peter Kirkbride | 94 kg       | 138      | 20.      | 190      | 15.      | 328      | 16.      |

Női
| Versenyző      | Versenyszám | Szakítás | Szakítás | Lökés    | Lökés    | Összesen | Helyezés |
| Versenyző      | Versenyszám | Eredmény | Helyezés | Eredmény | Helyezés | Összesen | Helyezés |
| -------------- | ----------- | -------- | -------- | -------- | -------- | -------- | -------- |
| Zoe Smith      | 58 kg       | 90       | 15.      | 121      | 11.      | 211      | 12.      |
| Natasha Perdue | 69 kg       | 92       | 13.      | 113      | 12.      | 205      | 12.      |

## Szinkronúszás
Szinkronúszásban a házigazda jogán a csapat és a páros versenyekben kilenc kvótát kapott Nagy-Britannia.
A Brit Úszószövetség 2012. május 8-án hirdette ki az indulók névsorát.
| Versenyző | Versenyszám | Technikai gyakorlat | Technikai gyakorlat | Selejtező        | Selejtező        | Selejtező  | Selejtező  | Döntő            | Döntő            | Döntő      | Döntő      | Helyezés |
| Versenyző | Versenyszám | Technikai gyakorlat | Technikai gyakorlat | Szabad gyakorlat | Szabad gyakorlat | Összesítés | Összesítés | Szabad gyakorlat | Szabad gyakorlat | Összesítés | Összesítés | Helyezés |
| Versenyző | Versenyszám | Pont                | Hely.               | Pont             | Hely.            | Pont       | Hely.      | Pont             | Hely.            | Pont       | Hely.      | Helyezés |
| --- | ----------- | ------------------- | ------------------- | ---------------- | ---------------- | ---------- | ---------- | ---------------- | ---------------- | ---------- | ---------- | -------- |
| Olivia Allison Jenna Randall                                                                                                   | Páros       | 88,100              | 9.                  | 88,790           | 9.               | 176,890    | 9.         | 89,170           | 9.               | 177,270    | 9.         | 9.       |
| Katie Clark Katie Dawkins Olivia Allison Jennifer Knobbs Victoria Lucass Asha Randall Jenna Randall Katie Skelton Yvette Baker | Csapat      | 87,300              | 6.                  |                  |                  |            |            | 88,140           | 6.               | 175,440    | 6.         | 6.       |

## Taekwondo
Mivel a brit csapat automatikusan indíthatott 4 versenyzőt – 2 férfit és 2 nőt – az olimpián, ezért semmilyen hivatalos kvalifikációs tornán nem vettek reészt.
Férfi
| Versenyző        | Versenyszám | Selejtező                   | Negyeddöntő                | Elődöntő                   | Vigaszág elődöntő          | Bronz- mérkőzés             | Döntő             | Helyezés |
| Versenyző        | Versenyszám | Ellenfél Eredmény           | Ellenfél Eredmény          | Ellenfél Eredmény          | Ellenfél Eredmény          | Ellenfél Eredmény           | Ellenfél Eredmény | Helyezés |
| ---------------- | ----------- | --------------------------- | -------------------------- | -------------------------- | -------------------------- | --------------------------- | ----------------- | -------- |
| Martin Stamper   | Pehelysúly  | Erick Osornio (MEX) · 5–2   | Damir Fejzić (SRB) · 8–3   | Servet Tazegul (TUR) · 6–9 |                            | Rohullah Nikpai (AFG) · 3–5 |                   | 5.       |
| Lutalo Muhammad* | Váltósúly   | Farhod Negmatov (TJK) · 7–1 | Nicolás García (ESP) · 3–7 |                            | Yousef Karami (IRI) · 11–7 | Arman Jeremjan (ARM) · 9–3  |                   |          |

Női
| Versenyző       | Versenyszám | Selejtező                     | Negyeddöntő              | Elődöntő                    | Vigaszág elődöntő | Bronz- mérkőzés   | Döntő                  | Helyezés |
| Versenyző       | Versenyszám | Ellenfél Eredmény             | Ellenfél Eredmény        | Ellenfél Eredmény           | Ellenfél Eredmény | Ellenfél Eredmény | Ellenfél Eredmény      | Helyezés |
| --------------- | ----------- | ----------------------------- | ------------------------ | --------------------------- | ----------------- | ----------------- | ---------------------- | -------- |
| Jade Jones      | Pehelysúly  | Dragana Gladović (SRB) · 15–1 | Hamada Maju (JPN) · 13–3 | Tseng Li-Cheng (TPE) · 10–6 |                   |                   | Hou Yuzhuo (CHN) · 6–4 |          |
| Sarah Stevenson | Váltósúly   | Paige McPherson (USA) · 1–5   | kiesett                  | kiesett                     |                   |                   |                        | 11.      |

- A Brit Olimpiai Bizottság eredetileg megvétózta a taekwondo szövetség azon döntését, mellyel Lutalo Muhammadot jelölte a férfi 80 kg-os versenyre. Szerintük nem volt megfelelő a kvalifikációs eljárás. Bár Muhammad Európa-bajnok, és a világranglistán a hetedik helyen jegyzik, mégis őt jelölték a 80 kg-ban Európa-bajnok és a világranglistát is vezető Aaron Cookkal szemben. Muhammad nem volt benne a világ 50 legjobbja között abban a súlycsoportban, amelyben versenyzett. 2012. június 8-án elfogadták Muhammad ismételten benyújtott kérelmét.

## Tenisz
Csak két olyan brit versenyző volt, aki a világranglistán elért helyezése alapján automatikusan indulhatott az olimpián. Andy Murray a férfi egyéni versenyszámban is indult, valamint ő volt testvére, a világranglistán nagyon előkelő helyezést elért Jamie Murray párja a férfi páros tornán. Ross Hutchins és Colin Fleming szintén indulási jogot szerzett a páros versenyben.
A női versenyek során nem sikerült az országból senkinek sem kvalifikációs helyezést elérnie, ezért számukra szabadkártyáért folyamodtak. Összesen négyen kaptak így indulási jogot (ketten a női egyéni, ketten pedig a női párosban), így mind az öt versenyszámban jelen voltak az ország sportolói. A vegyes páros szereplőit a játékok kezdetekor döntötték el. 2012. július 12-én a NOB bejelentette, hogy egy visszalépés miatt az egyéniben egyébként induló Elena Baltacha és Anne Keothavong párosban is részt vehet az olimpián.
Férfi
| Versenyző                   | Versenyszám | 64-es főtábla                       | 32-es főtábla                                                        | Nyolcaddöntő                            | Negyeddöntő                      | Elődöntő                       | Bronz- mérkőzés   | Döntő                               | Helyezés |
| Versenyző                   | Versenyszám | Ellenfél Eredmény                   | Ellenfél Eredmény                                                    | Ellenfél Eredmény                       | Ellenfél Eredmény                | Ellenfél Eredmény              | Ellenfél Eredmény | Ellenfél Eredmény                   | Helyezés |
| --------------------------- | ----------- | ----------------------------------- | -------------------------------------------------------------------- | --------------------------------------- | -------------------------------- | ------------------------------ | ----------------- | ----------------------------------- | -------- |
| Andy Murray                 | Egyes       | Stanislas Wawrinka (SUI) · 6–3, 6–3 | Jarkko Nieminen (FIN) · 6–2, 6–4                                     | Márkosz Pagdatísz (CYP) · 4–6, 6–1, 6–4 | Nicolás Almagro (ESP) · 6–4, 6–1 | Novak Đoković (SRB) · 7–5, 7–5 |                   | Roger Federer (SUI) · 6–2, 6–1, 6–4 |          |
| Andy Murray Jamie Murray    | Páros       |                                     | Ausztria (AUT) · Jürgen Melzer · Alexander Peya · 7–5, 6–7(6–8), 5–7 | kiesett                                 | kiesett                          | kiesett                        | kiesett           | kiesett                             | 17.      |
| Ross Hutchins Colin Fleming | Páros       |                                     | Franciaország (FRA) · Julien Benneteau · Richard Gasquet · 5–7, 3–6  | kiesett                                 | kiesett                          | kiesett                        | kiesett           | kiesett                             | 17.      |

Női
| Versenyző                      | Versenyszám | 64-es főtábla                            | 32-es főtábla                                                         | Nyolcaddöntő      | Negyeddöntő       | Elődöntő          | Bronz- mérkőzés   | Döntő             | Helyezés |
| Versenyző                      | Versenyszám | Ellenfél Eredmény                        | Ellenfél Eredmény                                                     | Ellenfél Eredmény | Ellenfél Eredmény | Ellenfél Eredmény | Ellenfél Eredmény | Ellenfél Eredmény | Helyezés |
| ------------------------------ | ----------- | ---------------------------------------- | --------------------------------------------------------------------- | ----------------- | ----------------- | ----------------- | ----------------- | ----------------- | -------- |
| Elena Baltacha                 | Egyes       | Szávay Ágnes (HUN) · 6–3, 6–3            | Ana Ivanović (SRB) · 4–6, 6–7(5–7)                                    | kiesett           | kiesett           | kiesett           | kiesett           | kiesett           | 17.      |
| Laura Robson                   | Egyes       | Lucie Šafářová (CZE) · 7–6(7–4), 6–4     | Marija Sarapova (RUS) · 6–7(5–7), 3–6                                 | kiesett           | kiesett           | kiesett           | kiesett           | kiesett           | 17.      |
| Heather Watson                 | Egyes       | Silvia Soler Espinosa (ESP) · 6–2, 6–2   | Marija Kirilenko (RUS) · 3–6, 2–6                                     | kiesett           | kiesett           | kiesett           | kiesett           | kiesett           | 17.      |
| Anne Keothavong                | Egyes       | Caroline Wozniacki (DEN) · 6–4, 3–6, 2–6 | kiesett                                                               | kiesett           | kiesett           | kiesett           | kiesett           | kiesett           | 33.      |
| Elena Baltacha Anne Keothavong | Páros       |                                          | Németország (GER) · Julia Görges · Anna-Lena Grönefeld · 3–6, 1–6     | kiesett           | kiesett           | kiesett           | kiesett           | kiesett           | 17.      |
| Laura Robson Heather Watson    | Páros       |                                          | Németország (GER) · Angelique Kerber · Sabine Lisicki · 6–1, 4–6, 3–6 | kiesett           | kiesett           | kiesett           | kiesett           | kiesett           | 17.      |

Vegyes
| Versenyző                | Versenyszám | Nyolcaddöntő                                                               | Negyeddöntő                                                            | Elődöntő                                                                     | Bronz- mérkőzés   | Döntő                                                                          | Helyezés |
| Versenyző                | Versenyszám | Ellenfél Eredmény                                                          | Ellenfél Eredmény                                                      | Ellenfél Eredmény                                                            | Ellenfél Eredmény | Ellenfél Eredmény                                                              | Helyezés |
| ------------------------ | ----------- | -------------------------------------------------------------------------- | ---------------------------------------------------------------------- | ---------------------------------------------------------------------------- | ----------------- | ------------------------------------------------------------------------------ | -------- |
| Andy Murray Laura Robson | Páros       | Csehország (CZE) · Radek Štěpánek · Lucie Hradecká · 7–5, 6–7(7–9), [10–7] | Ausztrália (AUS) · Samantha Stosur · Lleyton Hewitt · 6–3, 3–6, [10–8] | Németország (GER) · Sabine Lisicki · Christopher Kas · 6–1, 6–7(7–9), [10–7] |                   | Fehéroroszország (BLR) · Viktorija Azaranka · Makszim Mirni · 6–2, 3–6, [8–10] |          |

## Tollaslabda
A kvalifikációs mérkőzéseken elért eredményektől függetlenül a brit csapat két versenyzőt is indíthatott tollaslabdában. A kvalifikációban ezen kívül négy helyet szereztek meg, így mindkét egyéni számban és a vegyes párosban is indulhattak brit versenyzők. Mivel azon a pótlistán – melyekből feltöltötték a visszalépők helyét – is voltak britek, így még többen képviselhették az országot.
| Versenyző                   | Versenyszám  | Csoportkör | Csoportkör | Nyolcaddöntő      | Negyeddöntő       | Elődöntő          | Bronz- mérkőzés   | Döntő             | Helyezés |
| Versenyző                   | Versenyszám  | Ellenfél Eredmény | Hely.      | Ellenfél Eredmény | Ellenfél Eredmény | Ellenfél Eredmény | Ellenfél Eredmény | Ellenfél Eredmény | Helyezés |
| --------------------------- | ------------ | --- | ---------- | ----------------- | ----------------- | ----------------- | ----------------- | ----------------- | -------- |
| Rajiv Ouseph                | Férfi egyéni | M csoport · Henri Hurskainen (SWE) · 22–20, 17–21, 21–15 · Kevin Cordón (GUA) · 21–12, 17–21, 19–21 | 2.         | kiesett           | kiesett           | kiesett           | kiesett           | kiesett           | 17.      |
| Susan Egelstaff             | Női egyéni   | H csoport · Maja Tvrdy (SLO) · 21–15, 21–10 · Szató Szajaka (JPN) · 21–18, 16–21, 12–21 | 2.         | kiesett           | kiesett           | kiesett           | kiesett           | kiesett           | 17.      |
| Chris Adcock Imogen Bankier | Vegyes páros | A csoport · Oroszország (RUS) · Alekszandr Nyikolajenko · Valerija Szorokina · 21–14, 9–21, 18–21 · Németország (GER) · Michael Fuchs · Birgit Michels · 21–11, 14–21, 17–21 · Kína (CHN) · Csang Nan · Zhao Yunlei · 13–21, 14–21 | 4.         |                   | kiesett           | kiesett           | kiesett           | kiesett           | 13.      |

## Torna
Nagy-Britannia ötfős csapatot indított a férfiak és a nők versenyében is. A nők a 2011-es tornász világbajnokságon elért eredményeik alapján kerültek be az olimpiára, a férfiak a különböző kvalifikációs versenyeken nyújtottak jó teljesítményt.
Férfi
| Versenyző                                                         | Versenyszám      | Selejtező | Selejtező | Döntő    | Döntő    |
| Versenyző                                                         | Versenyszám      | Pontszám  | Helyezés  | Pontszám | Helyezés |
| ----------------------------------------------------------------- | ---------------- | --------- | --------- | -------- | -------- |
| Kristian Thomas                                                   | Talaj            | 15,366    | 11.       | kiesett  | kiesett  |
| Kristian Thomas                                                   | Ugrás            | 15,983    | 5.        | 15,533   | 8.       |
| Kristian Thomas                                                   | Korlát           | 14,625    | 37.       | kiesett  | kiesett  |
| Kristian Thomas                                                   | Nyújtó           | 15,366    | 9.        | kiesett  | kiesett  |
| Kristian Thomas                                                   | Gyűrű            | 14,566    | 35.       | kiesett  | kiesett  |
| Kristian Thomas                                                   | Lólengés         | 14,133    | 25.       | kiesett  | kiesett  |
| Kristian Thomas                                                   | Egyéni összetett | 90,256    | 5.        | 89,406   | 7.       |
| Daniel Purvis                                                     | Talaj            | 15,200    | 15.       | kiesett  | kiesett  |
| Daniel Purvis                                                     | Korlát           | 14,733    | 30.       | kiesett  | kiesett  |
| Daniel Purvis                                                     | Nyújtó           | 14,733    | 23.       | kiesett  | kiesett  |
| Daniel Purvis                                                     | Gyűrű            | 15,033    | 16.       | kiesett  | kiesett  |
| Daniel Purvis                                                     | Lólengés         | 13,400    | 45.       | kiesett  | kiesett  |
| Daniel Purvis                                                     | Egyéni összetett | 89,199    | 10.       | 88,332   | 13.      |
| Max Whitlock                                                      | Talaj            | 15,266    | 14.       | kiesett  | kiesett  |
| Max Whitlock                                                      | Korlát           | 13,900    | 54.       | kiesett  | kiesett  |
| Max Whitlock                                                      | Gyűrű            | 14,133    | 49.*      | kiesett  | kiesett  |
| Max Whitlock                                                      | Lólengés         | 14,900    | 8.        | 15,600   |          |
| Sam Oldham                                                        | Talaj            | 14,700    | 28.       | kiesett  | kiesett  |
| Sam Oldham                                                        | Korlát           | 14,666    | 35.       | kiesett  | kiesett  |
| Sam Oldham                                                        | Nyújtó           | 15,100    | 11.       | kiesett  | kiesett  |
| Sam Oldham                                                        | Gyűrű            | 14,600    | 31.*      | kiesett  | kiesett  |
| Louis Smith                                                       | Nyújtó           | 13,033    | 64.       | kiesett  | kiesett  |
| Louis Smith                                                       | Lólengés         | 15,800    | 1.        | 16,066   |          |
| Sam Oldham Daniel Purvis Louis Smith Kristian Thomas Max Whitlock | Csapat összetett | 272,420   | 3.        | 271,711  |          |

Női
| Versenyző                                                                | Versenyszám      | Selejtező | Selejtező | Döntő    | Döntő    |
| Versenyző                                                                | Versenyszám      | Pontszám  | Helyezés  | Pontszám | Helyezés |
| ------------------------------------------------------------------------ | ---------------- | --------- | --------- | -------- | -------- |
| Rebecca Tunney                                                           | Talaj            | 14,000    | 23.*      | kiesett  | kiesett  |
| Rebecca Tunney                                                           | Felemás korlát   | 14,825    | 13.       | kiesett  | kiesett  |
| Rebecca Tunney                                                           | Gerenda          | 13,166    | 39.       | kiesett  | kiesett  |
| Rebecca Tunney                                                           | Egyéni összetett | 56,391    | 15.       | 56,932   | 13.      |
| Hannah Whelan                                                            | Talaj            | 13,933    | 25.       | kiesett  | kiesett  |
| Hannah Whelan                                                            | Felemás korlát   | 14,200    | 22.       | kiesett  | kiesett  |
| Hannah Whelan                                                            | Gerenda          | 13,066    | 43.**     | kiesett  | kiesett  |
| Hannah Whelan                                                            | Egyéni összetett | 55,699    | 17.       | 41,999   | 24.      |
| Jennifer Pinches                                                         | Talaj            | 14,100    | 19.       | kiesett  | kiesett  |
| Jennifer Pinches                                                         | Felemás korlát   | 13,700    | 36.       | kiesett  | kiesett  |
| Jennifer Pinches                                                         | Gerenda          | 13,100    | 41.       | kiesett  | kiesett  |
| Jennifer Pinches                                                         | Egyéni összetett | 55,266    | 21.       | kiesett  | kiesett  |
| Imogen Cairns                                                            | Gerenda          | 13,366    | 37.       | kiesett  | kiesett  |
| Beth Tweddle                                                             | Talaj            | 14,433    | 9.        | kiesett  | kiesett  |
| Beth Tweddle                                                             | Felemás korlát   | 16,133    | 1.        | 15,916   |          |
| Imogen Cairns Jennifer Pinches Rebecca Tunney Beth Tweddle Hannah Whelan | Csapat összetett | 170,656   | 5.        | 170,495  | 6.       |

* - egy másik versenyzővel azonos eredményt ért el

** - két másik versenyzővel azonos eredményt ért el

### Ritmikus gimnasztika
A Brit Olimpiai Szövetség bejelentése alapján a rendező országnak tornában járó kvótákat ritmikus gimnasztikában használják fel. Azonban a tornaszövetség olyan megállapodást kötött a BOA-val, hogy egy, Londonban 2012 januárban megrendezendő tesztversenyen el kell érnie egy előre kitűzött pontszámot, amit végül 45,223-ban határoztak meg. A kvalifikáción 0,73 ponttal elmaradtak a szinttől, de az utolsó napon sikeresen teljesítették.
Ebből vita alakult ki, mert a szövetség szerint a kvalifikációs tornán kellett volna elérni az adott pontszámot, és mivel ezt nem teljesítették, nem indulhatnak az olimpián. A versenyzők szerint azonban ez nem lett előre tisztázva, hogy mikor kell elérni az adott pontszámot, és ők azt az utolsó napon túlteljesítették, és ezt a teljesítményt kellene elfogadni.
2012. március 5-én a tornászok elérték a céljukat, és a Brit Olimpiai Bizottság nevezte őket a versenyekre.
| Versenyző     | Versenyszám | Selejtező | Selejtező | Selejtező | Selejtező | Selejtező | Selejtező | Selejtező | Selejtező | Selejtező | Selejtező | Döntő   | Döntő   | Döntő   | Döntő   | Döntő    | Döntő    | Döntő   | Döntő   | Döntő    | Döntő    | Helyezés |
| Versenyző     | Versenyszám | Karika    | Karika    | Labda     | Labda     | Buzogány  | Buzogány  | Szalag    | Szalag    | Összesen  | Összesen  | Karika  | Karika  | Labda   | Labda   | Buzogány | Buzogány | Szalag  | Szalag  | Összesen | Összesen | Helyezés |
| Versenyző     | Versenyszám | Pont      | Hely.     | Pont      | Hely.     | Pont      | Hely.     | Pont      | Hely.     | Pont      | Hely.     | Pont    | Hely.   | Pont    | Hely.   | Pont     | Hely.    | Pont    | Hely.   | Pont     | Hely.    | Helyezés |
| ------------- | ----------- | --------- | --------- | --------- | --------- | --------- | --------- | --------- | --------- | --------- | --------- | ------- | ------- | ------- | ------- | -------- | -------- | ------- | ------- | -------- | -------- | -------- |
| Frankie Jones | Egyéni      | 24,200    | 22.       | 24,550    | 21.       | 21,975    | 24.       | 23,900    | 23.       | 94,625    | 24.       | kiesett | kiesett | kiesett | kiesett | kiesett  | kiesett  | kiesett | kiesett | kiesett  | kiesett  | 24.      |

| Versenyző                                                                               | Versenyszám | Selejtező | Selejtező | Selejtező            | Selejtező            | Selejtező | Selejtező | Döntő   | Döntő   | Döntő                | Döntő                | Döntő    | Döntő    | Helyezés |
| Versenyző                                                                               | Versenyszám | 5 labda   | 5 labda   | 3 szalag és 2 karika | 3 szalag és 2 karika | Összesen  | Összesen  | 5 labda | 5 labda | 3 szalag és 2 karika | 3 szalag és 2 karika | Összesen | Összesen | Helyezés |
| Versenyző                                                                               | Versenyszám | Pont      | Hely.     | Pont                 | Hely.                | Pont      | Hely.     | Pont    | Hely.   | Pont                 | Hely.                | Pont     | Hely.    | Helyezés |
| --------------------------------------------------------------------------------------- | ----------- | --------- | --------- | -------------------- | -------------------- | --------- | --------- | ------- | ------- | -------------------- | -------------------- | -------- | -------- | -------- |
| Georgina Cassar Jade Faulkner Francesca Fox Lynne Hutchison Louisa Pouli Rachel Smithre | Csapat      | 24,150    | 11.       | 23,850               | 12.                  | 48,000    | 12.       | kiesett | kiesett | kiesett              | kiesett              | kiesett  | kiesett  | 12.      |

### Trambulin
| Versenyző          | Versenyszám | Selejtező | Selejtező | Döntő    | Döntő    |
| Versenyző          | Versenyszám | Pontszám  | Helyezés  | Pontszám | Helyezés |
| ------------------ | ----------- | --------- | --------- | -------- | -------- |
| Katherine Driscoll | Női         | 100,985   | 9.        | kiesett  | kiesett  |

## Triatlon
| Versenyző         | Versenyszám | 1,5 km úszás | Depózás 1 | 40 km kerékpározás | Depózás 2 | 10 km futás | Összesítés | Összesítés |
| Versenyző         | Versenyszám | Idő          | Idő       | Idő                | Idő       | Idő         | Idő        | Helyezés   |
| ----------------- | ----------- | ------------ | --------- | ------------------ | --------- | ----------- | ---------- | ---------- |
| Alistair Brownlee | Férfi       | 17:04        | 0:39      | 59:08              | 0:27      | 29:07       | 1:46:25    |            |
| Jonny Brownlee    | Férfi       | 17:02        | 0:38      | 59:11              | 0:28      | 29:37       | 1:46:56    |            |
| Stuart Hayes      | Férfi       | 17:17        | 0:39      | 59:04              | 0:35      | 33:29       | 1:51:04    | 37.        |
| Lucy Hall         | Női         | 18:17        | 0:43      | 1:06:39            | 0:35      | 38.24       | 2:04:38    | 33.        |
| Vicky Holland     | Női         | 19:22        | 0:41      | 1:07:23            | 0:31      | 34:58       | 2:02:55    | 26.        |
| Helen Jenkins     | Női         | 19:19        | 0:43      | 1:05:35            | 0:32      | 34:10       | 2:00:19    | 5.         |

## Úszás
Férfi
| Versenyző                                                          | Versenyszám            | Előfutam | Előfutam | Előfutam | Elődöntő | Elődöntő | Elődöntő | Döntő     | Döntő    |
| Versenyző                                                          | Versenyszám            | Idő      | Hely.    | Össz.    | Idő      | Hely.    | Össz.    | Idő       | Helyezés |
| ------------------------------------------------------------------ | ---------------------- | -------- | -------- | -------- | -------- | -------- | -------- | --------- | -------- |
| Adam Brown                                                         | 50 m gyors             | 22,39    | 7.       | 20.      | kiesett  | kiesett  | kiesett  | kiesett   | kiesett  |
| Adam Brown                                                         | 100 m gyors            | 49,20    | 7.       | 20.      | kiesett  | kiesett  | kiesett  | kiesett   | kiesett  |
| Ieuan Lloyd                                                        | 200 m gyors            | 1:48,52  | 6.       | 19.      | kiesett  | kiesett  | kiesett  | kiesett   | kiesett  |
| Robert Renwick                                                     | 200 m gyors            | 1:46,86  | 2.       | 6.       | 1:46,65  | 3.       | 6.*      | 1:46,53   | 6.       |
| Robert Renwick                                                     | 400 m gyors            | 3:47,44  | 2.       | 11.      |          |          |          | kiesett   | kiesett  |
| David Carry                                                        | 400 m gyors            | 3:47,25  | 4.       | 8.       |          |          |          | 3:48,62   | 7.       |
| David Davies                                                       | 1500 m gyors           | 15:14,77 | 7.       | 16.      |          |          |          | kiesett   | kiesett  |
| Daniel Fogg                                                        | 1500 m gyors           | 14:56,12 | 2.       | 5.       |          |          |          | 15:00,76  | 8.       |
| Daniel Fogg                                                        | 10 km nyílt vízi       |          |          |          |          |          |          | 1:50:37,3 | 5.       |
| Simon Burnett Grant Turner James Disney-May Craig Gibbons          | 4 × 100 m gyorsváltó   | 3:17,08  | 6.       | 12.      |          |          |          | kiesett   | kiesett  |
| Robert Renwick Ieuan Lloyd Rob Bale Ross Davenport David Carry     | 4 × 200 m gyorsváltó   | 7:10,70  | 3.       | 5.       |          |          |          | 7:09,33   | 6.       |
| Liam Tancock                                                       | 100 m hát              | 53,86    | 2.       | 8.       | 53,25    | 2.       | 3.       | 53,35     | 5.       |
| Chris Walker-Hebborn                                               | 100 m hát              | 54,78    | 3.       | 20.      | kiesett  | kiesett  | kiesett  | kiesett   | kiesett  |
| Chris Walker-Hebborn                                               | 200 m hát              | 1:59,00  | 8.       | 22.      | kiesett  | kiesett  | kiesett  | kiesett   | kiesett  |
| Marco Loughran                                                     | 200 m hát              | 1:58,72  | 7.       | 18.      | kiesett  | kiesett  | kiesett  | kiesett   | kiesett  |
| Craig Benson                                                       | 100 m mell             | 1:00,04  | 4.       | 13.      | 1:00,13  | 6.       | 14.      | kiesett   | kiesett  |
| Michael Jamieson                                                   | 100 m mell             | 59,89    | 3.       | 9.       | 59,89    | 3.       | 9.       | kiesett   | kiesett  |
| Michael Jamieson                                                   | 200 m mell             | 2:08,98  | 2.       | 2.       | 2:08,20  | 1.       | 1.       | 2:07,43   |          |
| Andrew Willis                                                      | 200 m mell             | 2:09,33  | 1.       | 3.       | 2:08,47  | 2.       | 3.       | 2:09,44   | 8.       |
| Michael Rock                                                       | 100 m pillangó         | 52,56    | 7.       | 24.      | kiesett  | kiesett  | kiesett  | kiesett   | kiesett  |
| Antony James                                                       | 100 m pillangó         | 53,25    | 8.       | 31.      | kiesett  | kiesett  | kiesett  | kiesett   | kiesett  |
| Roberto Pavoni                                                     | 200 m pillangó         | 1:57,55  | 7.       | 20.      | kiesett  | kiesett  | kiesett  | kiesett   | kiesett  |
| Roberto Pavoni                                                     | 400 m vegyes           | 4:15,56  | 4.       | 13.      |          |          |          | kiesett   | kiesett  |
| Joe Roebuck                                                        | 200 m pillangó         | 1:56,99  | 7.       | 17.*     | kiesett  | kiesett  | kiesett  | kiesett   | kiesett  |
| Joe Roebuck                                                        | 400 m vegyes           | 4:20,24  | 7.       | 24.      |          |          |          | kiesett   | kiesett  |
| Joe Roebuck                                                        | 200 m vegyes           | 2:00,04  | 4.       | 15.      | 1:59,57  | 7.       | 11.      | kiesett   | kiesett  |
| James Goddard                                                      | 200 m vegyes           | 1:58,56  | 2.       | 6.       | 1:58,49  | 3.       | 7.*      | 1:59,05   | 7.       |
| Liam Tancock Michael Jamieson Michael Rock Adam Brown Craig Benson | 4 × 100 m vegyes váltó | 3:33,44  | 1.       | 2.       |          |          |          | 3:32,32   | 4.       |

Női
| Versenyző                                                                            | Versenyszám            | Előfutam | Előfutam | Előfutam | Elődöntő | Elődöntő | Elődöntő | Döntő     | Döntő    |
| Versenyző                                                                            | Versenyszám            | Idő      | Hely.    | Össz.    | Idő      | Hely.    | Össz.    | Idő       | Helyezés |
| ------------------------------------------------------------------------------------ | ---------------------- | -------- | -------- | -------- | -------- | -------- | -------- | --------- | -------- |
| Fran Halsall                                                                         | 50 m gyors             | 24,61    | 1.       | 3.       | 24,63    | 3.       | 5.       | 24,47     | 5.       |
| Fran Halsall                                                                         | 100 m gyors            | 54,02    | 2.       | 7.       | 53,77    | 4.       | 5.*      | 53,66     | 6.       |
| Fran Halsall                                                                         | 100 m pillangó         | 58,23    | 2.       | 8.       | 58,52    | 7.       | 14.      | kiesett   | kiesett  |
| Amy Smith                                                                            | 50 m gyors             | 25,28    | 7.       | 16.**    | 24,87    | 6.       | 9.       | kiesett   | kiesett  |
| Amy Smith                                                                            | 100 m gyors            | 54,37    | 5.       | 13.      | 54,28    | 8.       | 14.      | kiesett   | kiesett  |
| Caitlin McClatchey                                                                   | 200 m gyors            | 1:58,03  | 1.       | 7.*      | 1:57,33  | 2.       | 6.       | 1:57,60   | 7.       |
| Rebecca Turner                                                                       | 200 m gyors            | 1:58,98  | 6.       | 17.*     | kiesett  | kiesett  | kiesett  | kiesett   | kiesett  |
| Jo Jackson                                                                           | 400 m gyors            | 4:11,50  | 7.       | 21.      |          |          |          | kiesett   | kiesett  |
| Rebecca Adlington                                                                    | 400 m gyors            | 4:05,75  | 1.       | 8.       |          |          |          | 4:03,01   |          |
| Rebecca Adlington                                                                    | 800 m gyors            | 8:21,78  | 1.       | 1.       |          |          |          | 8:20,32   |          |
| Ellie Faulkner                                                                       | 800 m gyors            | 8:38,00  | 6.       | 22.      |          |          |          | kiesett   | kiesett  |
| Amy Smith Fran Halsall Jess Lloyd Caitlin McClatchey Rebecca Turner                  | 4 × 100 m gyorsváltó   | 3:38,21  | 4.       | 7.*      |          |          |          | 3:37,02   | 5.       |
| Caitlin McClatchey Rebecca Turner Hannah Miley Jo Jackson Ellie Faulkner             | 4 × 200 m gyorsváltó   | 7:54,31  | 4.       | 7.       |          |          |          | 7:52,37   | 5.       |
| Gemma Spofforth                                                                      | 100 m hát              | 1:00,05  | 4.       | 12.      | 59,70    | 3.       | 13.      | 59,20     | 6.       |
| Georgia Davies                                                                       | 100 m hát              | 59,92    | 2.       | 6.       | 1:00,56  | 8.       | 6.       | kiesett   | kiesett  |
| Lizzie Simmonds                                                                      | 200 m hát              | 2:10,37  | 4.       | 14.      | 2:08,48  | 5.       | 7.       | 2:07,26   | 4.       |
| Stephanie Proud                                                                      | 200 m hát              | 2:10,01  | 4.       | 11.      | 2:09,04  | 4.       | 9.       | kiesett   | kiesett  |
| Siobhan-Marie O'Connor                                                               | 100 m mell             | 1:08,32  | 6.       | 21.      | kiesett  | kiesett  | kiesett  | kiesett   | kiesett  |
| Kate Haywood                                                                         | 100 m mell             | 1:09,22  | 8.       | 28.      | kiesett  | kiesett  | kiesett  | kiesett   | kiesett  |
| Stacey Tadd                                                                          | 200 m mell             | 2:27,18  | 6.       | 18.      | kiesett  | kiesett  | kiesett  | kiesett   | kiesett  |
| Ellen Gandy                                                                          | 100 m pillangó         | 58,25    | 2.       | 9.       | 57,66    | 5.       | 7.       | 57,76     | 8.       |
| Ellen Gandy                                                                          | 200 m pillangó         | 2:09,92  | 5.       | 17.      | kiesett  | kiesett  | kiesett  | kiesett   | kiesett  |
| Jemma Lowe                                                                           | 200 m pillangó         | 2:07,64  | 2.       | 3.       | 2:07,37  | 5.       | 8.       | 2:06,80   | 6.       |
| Sophie Allen                                                                         | 200 m vegyes           | 2:14,72  | 5.       | 21.      | kiesett  | kiesett  | kiesett  | kiesett   | kiesett  |
| Hannah Miley                                                                         | 200 m vegyes           | 2:12,27  | 4.       | 10.      | 2:10,89  | 2.       | 7.       | 2:11,29   | 7.       |
| Hannah Miley                                                                         | 400 m vegyes           | 4:34,98  | 1.       | 6.       |          |          |          | 4:34,17   | 5.       |
| Aimee Willmott                                                                       | 400 m vegyes           | 4:38,87  | 5.       | 11.      |          |          |          | kiesett   | kiesett  |
| Gemma Spofforth Siobhan-Marie O'Connor Ellen Gandy Fran Halsall Jemma Lowe Amy Smith | 4 × 100 m vegyes váltó | 3:59,37  | 5.       | 6.       |          |          |          | 3:59,46   | 8.       |
| Keri-Anne Payne                                                                      | 10 km nyílt vízi       |          |          |          |          |          |          | 1:57:42,2 | 4.       |

* - egy másik versenyzővel azonos eredményt ért el

** - két másik versenyzővel azonos eredményt ért el, szétúszásban 24,82-es idővel az 1. lett és továbbjutott

## Vitorlázás
Rendező országként Nagy-Britannia automatikus kvalifikációs helyet szerzett az összes hajóosztályban.
Férfi
| Versenyző                    | Versenyszám        | Futam | Futam | Futam | Futam | Futam | Futam | Futam | Futam | Futam | Futam | Futam | Futam | Futam | Futam | Futam | Futam | Pontszám | Helyezés |
| Versenyző                    | Versenyszám        | 1     | 2     | 3     | 4     | 5     | 6     | 7     | 8     | 9     | 10    | 11    | 12    | 13    | 14    | 15    | É     | Pontszám | Helyezés |
| ---------------------------- | ------------------ | ----- | ----- | ----- | ----- | ----- | ----- | ----- | ----- | ----- | ----- | ----- | ----- | ----- | ----- | ----- | ----- | -------- | -------- |
| Nick Dempsey                 | Szörfvitorlázás    | 5     | 7     | 5     | 1     | (10)  | 1     | 2     | 3     | 9     | 2     |       |       |       |       |       | 6     | 41       |          |
| Paul Goodison                | Laser              | 10    | (23)  | 16    | 2     | 4     | 9     | 17    | 12    | 9     | 8     |       |       |       |       |       | 6     | 93       | 7.       |
| Ben Ainslie                  | Finn dingi         | 2     | 2     | 6     | (12)  | 4     | 3     | 1     | 3     | 6     | 1     |       |       |       |       |       | 18    | 46       |          |
| Stuart Bithell Luke Patience | 470-es osztály     | 2     | 1     | 4     | 2     | 3     | 4     | 1     | (6)   | 3     | 2     |       |       |       |       |       | 8     | 30       |          |
| Iain Percy Andrew Simpson    | Csillaghajó        | (11)  | 2     | 3     | 2     | 1     | 2     | 1     | 2     | 4     | 1     |       |       |       |       |       | 16    | 34       |          |
| Stevie Morrison Ben Rhodes   | Könnyű 49-es dingi | 12    | 12    | 3     | 18    | 4     | 2     | 1     | 1     | 17    | 4     | (20)  | 13    | 3     | 17    | 7     | 10    | 124      | 5.       |

Női
| Versenyző                 | Versenyszám     | Futam | Futam | Futam | Futam | Futam | Futam | Futam | Futam | Futam | Futam | Futam | Pontszám | Helyezés |
| Versenyző                 | Versenyszám     | 1     | 2     | 3     | 4     | 5     | 6     | 7     | 8     | 9     | 10    | É     | Pontszám | Helyezés |
| ------------------------- | --------------- | ----- | ----- | ----- | ----- | ----- | ----- | ----- | ----- | ----- | ----- | ----- | -------- | -------- |
| Bryony Shaw               | Szörfvitorlázás | 7     | 6     | 4     | (9)   | 6     | 8     | 7     | 5     | 1     | 5     | 10    | 59       | 7.       |
| Alison Young              | Laser radial    | 7     | 10    | 2     | 2     | 2     | 11    | 6     | 8     | (42*) | 4     | 8     | 60       | 5.       |
| Saskia Clark Hannah Mills | 470-es osztály  | 6     | 1     | 4     | 6     | 1     | 6     | 5     | 2     | (8)   | 2     | 18    | 51       |          |

* - kizárták (fekete zászló)
| Versenyző                                | Versenyszám | Csoportkör | Csoportkör | Csoportkör | Csoportkör | Csoportkör | Csoportkör | Csoportkör | Csoportkör | Csoportkör | Csoportkör | Csoportkör | Csoportkör | Csoportkör | Kieséses szakasz        | Kieséses szakasz | Kieséses szakasz | Helyezés |
| Versenyző                                | Versenyszám | DEN        | ESP        | POR        | AUS        | FIN        | FRA        | NZL        | RUS        | USA        | NED        | SWE        | Pont       | Hely.      | Negyeddöntő             | Elődöntő         | Döntő            | Helyezés |
| ---------------------------------------- | ----------- | ---------- | ---------- | ---------- | ---------- | ---------- | ---------- | ---------- | ---------- | ---------- | ---------- | ---------- | ---------- | ---------- | ----------------------- | ---------------- | ---------------- | -------- |
| Lucy MacGregor Kate MacGregor Annie Lush | Elliott 6m  | 1–0        | 0–1        | 1–0        | 0–1        | 1–0        | 1–0        | 0–1        | 0–1        | 1–0        | 0–1        | 0–1        | 5          | 7.         | Oroszország (RUS) · 2–3 | kiesett          | kiesett          | 7.       |

## Vívás
Házigazdaként Nagy-Britannia 8 helyet kapott a vívóversenyeken, melyeket belátása szerint oszthatott ki. Ezen felül további helyeket szerezhetett a különféle kvalifikációs rendezvényeken.
2012. március 24-én Richard Kruse Koppenhágában megszerezte a csapat 9. helyét férfi tőrben. 2012. április 22-én Natalia Sheppard női tőrben szintén kvótát szerzett az európai selejtezőkön. 2012. június 1-jén a Brit Olimpiai Szövetség megnevezte a csapat 7 tagját, és elmondta, hogy a további három tag is tőrben fog indulni.
Férfi
| Versenyző                                        | Versenyszám  | Selejtező                     | 32-es főtábla                 | Nyolcaddöntő                                                                   | Negyeddöntő                                                                      | Elődöntő                                                                                         | Bronz- mérkőzés                                                                                          | Döntő             | Helyezés |
| Versenyző                                        | Versenyszám  | Ellenfél Eredmény             | Ellenfél Eredmény             | Ellenfél Eredmény                                                              | Ellenfél Eredmény                                                                | Ellenfél Eredmény                                                                                | Ellenfél Eredmény                                                                                        | Ellenfél Eredmény | Helyezés |
| ------------------------------------------------ | ------------ | ----------------------------- | ----------------------------- | ------------------------------------------------------------------------------ | -------------------------------------------------------------------------------- | ------------------------------------------------------------------------------------------------ | --- | ----------------- | -------- |
| James-Andrew Davis                               | Tőr, egyéni  | erőnyerő                      | Peter Joppich (GER) · 10–15   | kiesett                                                                        | kiesett                                                                          | kiesett                                                                                          | kiesett                                                                                                  | kiesett           | 23.      |
| Richard Kruse                                    | Tőr, egyéni  | erőnyerő                      | Artur Ahmathuzin (RUS) · 5–15 | kiesett                                                                        | kiesett                                                                          | kiesett                                                                                          | kiesett                                                                                                  | kiesett           | 17.      |
| Husayn Rosowsky                                  | Tőr, egyéni  | Mohamed Samandi (MAR) · 8–15  | kiesett                       | kiesett                                                                        | kiesett                                                                          | kiesett                                                                                          | kiesett                                                                                                  | kiesett           | 34.      |
| James-Andrew Davis Richard Kruse Husayn Rosowsky | Tőr, csapat  |                               |                               | Egyiptom (EGY) · Alá ed-Dín Abu el-Kászem · Tarek Ayad · Sherif Farrag · 45–33 | Olaszország (ITA) · Valerio Aspromonte · Andrea Baldini · Andrea Cassarà · 40–45 | 5–8. helyért · Franciaország (FRA) · Erwann Le Péchoux · Marcel Marcilloux · Enzo Lefort · 45–29 | 5. helyért · Oroszország (RUS) · Artur Ahmathuzin · Alekszej Hovanszkij · Alekszej Cseremiszinov · 35–45 |                   | 6.       |
| James Honeybone                                  | Kard, egyéni | Valerij Prijomka (BLR) · 9–15 | kiesett                       | kiesett                                                                        | kiesett                                                                          | kiesett                                                                                          | kiesett                                                                                                  | kiesett           | 36.      |

Női
| Versenyző                                    | Versenyszám       | Selejtező                     | 32-es főtábla                   | Nyolcaddöntő                                                                                 | Negyeddöntő                                                                         | Elődöntő | Bronz- mérkőzés                                                                    | Döntő             | Helyezés |
| Versenyző                                    | Versenyszám       | Ellenfél Eredmény             | Ellenfél Eredmény               | Ellenfél Eredmény                                                                            | Ellenfél Eredmény                                                                   | Ellenfél Eredmény | Ellenfél Eredmény                                                                  | Ellenfél Eredmény | Helyezés |
| -------------------------------------------- | ----------------- | ----------------------------- | ------------------------------- | -------------------------------------------------------------------------------------------- | ----------------------------------------------------------------------------------- | --- | ---------------------------------------------------------------------------------- | ----------------- | -------- |
| Corinna Lawrence                             | Párbajtőr, egyéni | Caterin Bravo (CHI) · 15–12   | Simona Gherman (ROU) · 9–15     | kiesett                                                                                      | kiesett                                                                             | kiesett | kiesett                                                                            | kiesett           | 28.      |
| Anna Bentley                                 | Tőr, egyéni       | Monica Peterson (CAN) · 9–10  | kiesett                         | kiesett                                                                                      | kiesett                                                                             | kiesett | kiesett                                                                            | kiesett           | 38.      |
| Natalia Sheppard                             | Tőr, egyéni       | Sophie Troiano (GBR) · 12–9   | Corinne Maîtrejean (FRA) · 5–15 | kiesett                                                                                      | kiesett                                                                             | kiesett | kiesett                                                                            | kiesett           | 27.      |
| Sophie Troiano                               | Tőr, egyéni       | Natalia Sheppard (GBR) · 9–12 | kiesett                         | kiesett                                                                                      | kiesett                                                                             | kiesett | kiesett                                                                            | kiesett           | 37.      |
| Anna Bentley Natalia Sheppard Sophie Troiano | Tőr, csapat       |                               |                                 | Egyiptom (EGY) · Shaimaa El-Gammal · Eman El-Gammal · Iman Shaban · Rana El-Husseiny · 45–34 | Olaszország (ITA) · Elisa Di Francisca · Arianna Errigo · Valentina Vezzali · 14–42 | 5–8. helyért · Lengyelország (POL) · Karolina Chlewinska · Sylwia Gruchała · Martyna Synoradzka · Małgorzata Wojtkowiak · 20–43 | 7. helyért · Japán (JPN) · Szugavara Csieko · Ikehata Kanae · Hirata Kjomi · 21–30 |                   | 8.       |
| Louise Bond-Williams                         | Kard, egyéni      |                               | Vaszilikí Vujúka (GRE) · 8–15   | kiesett                                                                                      | kiesett                                                                             | kiesett | kiesett                                                                            | kiesett           | 29.      |
| Sophie Williams                              | Kard, egyéni      |                               | Irene Vecchi (ITA) · 6–15       | kiesett                                                                                      | kiesett                                                                             | kiesett | kiesett                                                                            | kiesett           | 27.      |

## Vízilabda
Házigazdaként Nagy-Britannia automatikusan indulási jogot szerzett a férfiak és a nők versenyeiben is.

### Férfi
| Brit férfi vízilabdacsapat-játékoskeret                                                                | Brit férfi vízilabdacsapat-játékoskeret                                                 |
| --- | --------------------------------------------------------------------------------------- |
| - Craig Figes - Matt Holland - Ciaran James - Sean King - Joseph O’Regan - Rob Parker - Alex Parsonage | - Glen Robinson - Sean Ryder - Adam Scholefield - Ed Scott - Jake Vincent - Jack Waller |

#### Eredmények
Csoportkör
B csoport
| Csapat                 | M | Gy | D | V | G+ | G– | Gk  | P |
| ---------------------- | - | -- | - | - | -- | -- | --- | - |
| Szerbia (SRB)          | 5 | 4  | 1 | 0 | 69 | 38 | +31 | 9 |
| Montenegró (MNE)       | 5 | 3  | 1 | 1 | 54 | 41 | +13 | 7 |
| Magyarország (HUN)     | 5 | 3  | 0 | 2 | 65 | 52 | +13 | 6 |
| Egyesült Államok (USA) | 5 | 3  | 0 | 2 | 43 | 44 | −1  | 6 |
| Románia (ROU)          | 5 | 1  | 0 | 4 | 48 | 55 | −7  | 2 |
| Nagy-Britannia (GBR)   | 5 | 0  | 0 | 5 | 28 | 77 | −49 | 0 |

| 2012. július 29. 18:20 (19:20) | Románia (ROU)        | 13–4        | Nagy-Britannia (GBR) | Water Polo Arena, London Játékvezetők: German Moller (ARG), Anton Bervoets (NED) |
| 2012. július 29. 18:20 (19:20) | (2–1, 4–0, 3–2, 4–1) |             |                      | Water Polo Arena, London Játékvezetők: German Moller (ARG), Anton Bervoets (NED) |
| 2012. július 29. 18:20 (19:20) | Diaconu 4            | Jegyzőkönyv | Parker 2             | Water Polo Arena, London Játékvezetők: German Moller (ARG), Anton Bervoets (NED) |

| 2012. július 31. 18:20 (19:20) | Szerbia (SRB)        | 21–7        | Nagy-Britannia (GBR) | Water Polo Arena, London Játékvezetők: Gus Pinker (RSA), Makita Kazuhiko (JPN) |
| 2012. július 31. 18:20 (19:20) | (3–3, 7–2, 6–1, 5–1) |             |                      | Water Polo Arena, London Játékvezetők: Gus Pinker (RSA), Makita Kazuhiko (JPN) |
| 2012. július 31. 18:20 (19:20) | Prlainović 5         | Jegyzőkönyv | Figes 3              | Water Polo Arena, London Játékvezetők: Gus Pinker (RSA), Makita Kazuhiko (JPN) |

| 2012. augusztus 2. 18:20 (19:20) | Nagy-Britannia (GBR) | 7–13        | Egyesült Államok (USA) | Water Polo Arena, London Játékvezetők: Cory Williams (NZL), Ni Shiwei (CHN) |
| 2012. augusztus 2. 18:20 (19:20) | (0–5, 3–3, 3–2, 1-3) |             |                        | Water Polo Arena, London Játékvezetők: Cory Williams (NZL), Ni Shiwei (CHN) |
| 2012. augusztus 2. 18:20 (19:20) | Parker 3             | Jegyzőkönyv | Azevedo 4              | Water Polo Arena, London Játékvezetők: Cory Williams (NZL), Ni Shiwei (CHN) |

| 2012. augusztus 4. 18:20 (19:20) | Magyarország (HUN)   | 17–6        | Nagy-Britannia (GBR) | Water Polo Arena, London Játékvezetők: German Moller (ARG), Denis Danelon (BRA) |
| 2012. augusztus 4. 18:20 (19:20) | (6–1, 5–4, 4–0, 2–1) |             |                      | Water Polo Arena, London Játékvezetők: German Moller (ARG), Denis Danelon (BRA) |
| 2012. augusztus 4. 18:20 (19:20) | Kásás, Madaras 3     | Jegyzőkönyv | hat játékos 1        | Water Polo Arena, London Játékvezetők: German Moller (ARG), Denis Danelon (BRA) |

| 2012. augusztus 6. 18:20 (19:20) | Nagy-Britannia (GBR) | 4–13        | Montenegró (MNE) | Water Polo Arena, London Játékvezetők: Ni Shiwei (CHN), Makita Kazuhiko (JPN) |
| 2012. augusztus 6. 18:20 (19:20) | (1–4, 2–4, 1–2, 0–3) |             |                  | Water Polo Arena, London Játékvezetők: Ni Shiwei (CHN), Makita Kazuhiko (JPN) |
| 2012. augusztus 6. 18:20 (19:20) | négy játékos 1       | Jegyzőkönyv | Zloković 3       | Water Polo Arena, London Játékvezetők: Ni Shiwei (CHN), Makita Kazuhiko (JPN) |

| Csapat               | Helyezés |
| -------------------- | -------- |
| Nagy-Britannia (GBR) | 12.      |

### Női
| Brit női vízilabdacsapat-játékoskeret                                                                                 | Brit női vízilabdacsapat-játékoskeret                                                                               |
| --- | --- |
| - Francesca Clayton - Ciara Gibson-Byrne - Lisa Gibson - Beckie Kershaw - Fran Leighton - Fiona McCann - Rosie Morris | - Hazel Musgrove - Robyn Nicholls - Alex Rutlidge - Francesca Painter-Snell - Chloe Wilcox - Angie Winstanley-Smith |

#### Eredmények
Csoportkör
B csoport
| Csapat               | M | Gy | D | V | G+ | G– | Gk  | P |
| -------------------- | - | -- | - | - | -- | -- | --- | - |
| Ausztrália (AUS)     | 3 | 3  | 0 | 0 | 37 | 19 | +18 | 6 |
| Oroszország (RUS)    | 3 | 2  | 0 | 1 | 22 | 21 | +1  | 4 |
| Olaszország (ITA)    | 3 | 1  | 0 | 2 | 22 | 22 | 0   | 2 |
| Nagy-Britannia (GBR) | 3 | 0  | 0 | 3 | 14 | 33 | −19 | 0 |

| 2012. július 30. 14:10 (15:10) | Nagy-Britannia (GBR) | 6–7         | Oroszország (RUS)       | Water Polo Arena, London Játékvezetők: Marie Deslieres (CAN), Ni Si-vej (CHN) |
| 2012. július 30. 14:10 (15:10) | (2–3, 3–2, 0–1, 1–1) |             |                         | Water Polo Arena, London Játékvezetők: Marie Deslieres (CAN), Ni Si-vej (CHN) |
| 2012. július 30. 14:10 (15:10) | Winstanley-Smith 3   | Jegyzőkönyv | Beljajeva, Prokofjeva 2 | Water Polo Arena, London Játékvezetők: Marie Deslieres (CAN), Ni Si-vej (CHN) |

| 2012. augusztus 1. 19:40 (20:40) | Nagy-Britannia (GBR) | 3–16        | Ausztrália (AUS) | Water Polo Arena, London Játékvezetők: Gus Pinker (RSA), Denis Danelon (BRA) |
| 2012. augusztus 1. 19:40 (20:40) | (1–3, 1–3, 1–5, 0–5) |             |                  | Water Polo Arena, London Játékvezetők: Gus Pinker (RSA), Denis Danelon (BRA) |
| 2012. augusztus 1. 19:40 (20:40) | Wilcox 2             | Jegyzőkönyv | Webster 5        | Water Polo Arena, London Játékvezetők: Gus Pinker (RSA), Denis Danelon (BRA) |

| 2012. augusztus 3. 14:10 (15:10) | Nagy-Britannia (GBR) | 5–10        | Olaszország (ITA)    | Water Polo Arena, London Játékvezetők: Germán Moller (ARG), Makita Kazuhiko (JPN) |
| 2012. augusztus 3. 14:10 (15:10) | (2–4, 1–2, 1–2, 1–2) |             |                      | Water Polo Arena, London Játékvezetők: Germán Moller (ARG), Makita Kazuhiko (JPN) |
| 2012. augusztus 3. 14:10 (15:10) | Gibson-Byrne 2       | Jegyzőkönyv | Emmolo, Di Mario 3-3 | Water Polo Arena, London Játékvezetők: Germán Moller (ARG), Makita Kazuhiko (JPN) |

Negyeddöntő
| 2012. augusztus 5. 20:20 (21:20) | Spanyolország (ESP)  | 9–7         | Nagy-Britannia (GBR) | Water Polo Arena, London Játékvezetők: Cory Williams (NZL), Gus Pinker (RSA) |
| 2012. augusztus 5. 20:20 (21:20) | (3–2, 3–0, 2–3, 1–2) |             |                      | Water Polo Arena, London Játékvezetők: Cory Williams (NZL), Gus Pinker (RSA) |
| 2012. augusztus 5. 20:20 (21:20) | Miranda, Espar 2     | Jegyzőkönyv | Painter-Snell 3      | Water Polo Arena, London Játékvezetők: Cory Williams (NZL), Gus Pinker (RSA) |

Az 5–8. helyért
| 2012. augusztus 7. 18:20 (19:20) | Oroszország (RUS)    | 11–9        | Nagy-Britannia (GBR)    | Water Polo Arena, London Játékvezetők: Denis Danelon (BRA), German Moller (ARG) |
| 2012. augusztus 7. 18:20 (19:20) | (3–3, 1–2, 4–2, 3–2) |             |                         | Water Polo Arena, London Játékvezetők: Denis Danelon (BRA), German Moller (ARG) |
| 2012. augusztus 7. 18:20 (19:20) | Prokofjeva 4         | Jegyzőkönyv | Wilcox, Painter-Snell 3 | Water Polo Arena, London Játékvezetők: Denis Danelon (BRA), German Moller (ARG) |

A 7. helyért
| 2012. augusztus 9. 14:30 (15:30) | Olaszország (ITA)    | 11–7        | Nagy-Britannia (GBR) | Water Polo Arena, London Játékvezetők: Daniel Flahive (AUS), Juhász György (HUN) |
| 2012. augusztus 9. 14:30 (15:30) | (2–3, 4–0, 3–2, 2–2) |             |                      | Water Polo Arena, London Játékvezetők: Daniel Flahive (AUS), Juhász György (HUN) |
| 2012. augusztus 9. 14:30 (15:30) | Di Mario 4           | Jegyzőkönyv | McCann, Clayton 2    | Water Polo Arena, London Játékvezetők: Daniel Flahive (AUS), Juhász György (HUN) |

| Csapat               | Helyezés |
| -------------------- | -------- |
| Nagy-Britannia (GBR) | 8.       |